# Liste der Biografien/Clau
Liste der Biografien |
Portal Biografien |
Personensuche
# |
A |
B |
C |
D |
E |
F |
G |
H |
I |
J |
K |
L |
M |
N |
O |
P |
Q |
R |
S |
T |
U |
V |
W |
X |
Y |
Z |
?
 
Ca |
Cb |
Cc |
Ce |
Ch |
Ci |
Cj |
Ck |
Cl |
Cm |
Cn |
Co |
Cr |
Cs |
Ct |
Cu |
Cv |
Cw |
Cy |
Cz
 
Cla |
Cle |
Cli |
Clo |
Clu |
Clw |
Cly
 
Claa |
Clab |
Clac |
Clad |
Clae |
Claf |
Clag |
Clah |
Clai |
Claj |
Clam |
Clan |
Clap |
Clar |
Clas |
Clat |
Clau |
Clav |
Claw |
Clax |
Clay
Die Liste der Biografien führt alle Personen auf, die in der deutschsprachigen Wikipedia einen Artikel haben. Dieses ist eine Teilliste mit 498 Einträgen von Personen, deren Namen mit den Buchstaben „Clau“ beginnt.

## Clau

### Claub
- Clauberg, Carl (1898–1957), deutscher Gynäkologe, SS-ArztCarl Clauberg (1898–1957)

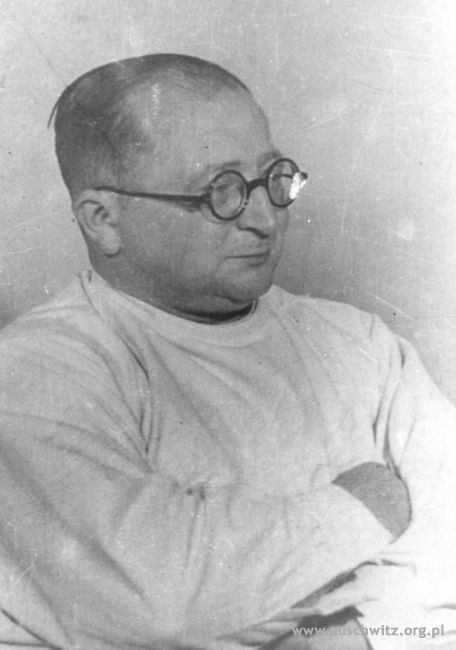
Carl Clauberg (1898–1957)

- Clauberg, Claus (1890–1963), deutscher Musiker, Musikpädagoge und Komponist
- Clauberg, Johannes (1622–1665), deutscher Theologe und Philosoph
- Clauberg, Karl Wilhelm (1893–1985), deutscher Hygieniker, Bakteriologe und Hochschullehrer
- Claubry, Henri-François Gaultier de (1792–1878), französischer Chemiker (Toxikologe)

### Clauc
- Claucig, Eduard (1950–2013), österreichischer Komponist, Dirigent und Chorleiter

### Claud
- Claud, Schweizer Musikproduzent und Rapper
- Claud, Guy (* 1936), französischer Radrennfahrer
- Claude (* 1959), Schweizer Popmusiker
- Claude (* 2003), kongolesisch-niederländischer Sänger
- Claude de Beauvoir († 1453), französischer Adliger, Marschall von Frankreich
- Claude de France (1499–1524), Prinzessin von Frankreich, Frau des Königs Franz I.
- Claude von Aarberg-Valangin († 1517), Herr von Valangin
- Claude, Ady (1913–1942), luxemburgischer Widerstandskämpfer
- Claude, Albert (1899–1983), belgischer Zellbiologe
- Claude, Dietrich (1933–1999), deutscher Historiker
- Claude, Émilien (* 1999), französischer Biathlet
- Claude, Fabien (* 1994), französischer Biathlet
- Claude, Florent (* 1991), französischer Biathlet
- Claude, Georges (1870–1960), französischer Physiker und Erfinder der Neonröhre
- Claude, Gérard (* 1956), luxemburgischer Maler und Bildhauer
- Claude, Henri (1869–1945), französischer Mediziner
- Claude, Jean (1619–1687), reformierter Theologe
- Claude, Jean-Maxime (1824–1904), französischer Tier-, Genre- und Landschaftsmaler
- Claude, Mathieu (* 1983), französischer Radrennfahrer
- Claude, Renée (1939–2020), kanadische Sängerin und Schauspielerin
- Claude-Maurice, Alexis (* 1998), französischer Fußballspieler
- Claudel, Camille (1864–1943), französische Bildhauerin und MalerinCamille Claudel (1864–1943)

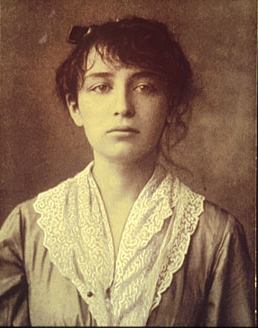
Camille Claudel (1864–1943)

- Claudel, Delphine (* 1996), französische Skilangläuferin
- Claudel, Jean-Baptiste (1876–1955), französischer römisch-katholischer Ordensgeistlicher, Apostolischer Vikar von Reyes in Bolivien
- Claudel, Laurent (* 1978), französischer Sprinter
- Claudel, Paul (1868–1955), französischer Schriftsteller, Dichter und DiplomatPaul Claudel (1868–1955)

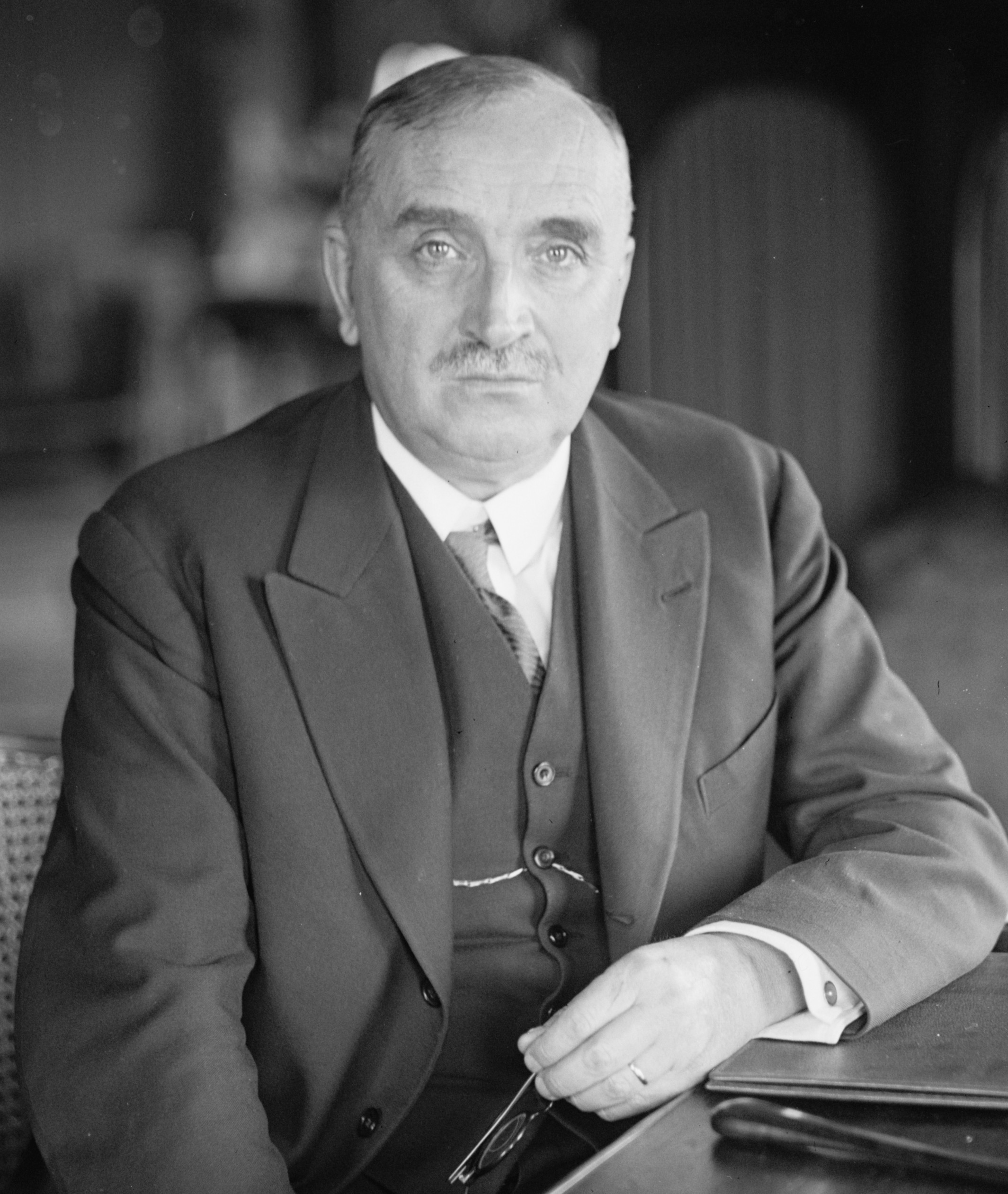
Paul Claudel (1868–1955)

- Claudel, Philippe (* 1962), französischer Schriftsteller
- Claudel, Véronique (* 1966), französische Biathletin
- Clauder, Friedrich Wilhelm (1654–1692), deutscher Arzt, Stadtarzt in Altenburg und Mitglied der Gelehrtenakademie „Leopoldina“
- Clauder, Gabriel (1633–1691), deutscher Arzt und Alchemist
- Clauder, Johann Christoph (1701–1779), deutscher Librettist und Schriftsteller
- Clauder, Joseph (1586–1653), evangelischer Theologe, Kirchenliedkomponist und Dichter
- Claudet, Antoine (1797–1867), französischer Fotograf und Künstler in London
- Claudi, Ali (1942–2023), deutscher Jazz- und Bluesmusiker
- Claudi, Kira (* 1994), deutsche Skilangläuferin
- Claudia, römische Patrizierin
- Claudia, Vestalin
- Claudia Acte, römische Freigelassene, Geliebte des Kaisers Nero
- Claudia Antonia († 65), Tochter des römischen Kaisers Claudius
- Claudia Christina (1966–2005), deutsche Moderatorin und Schlagersängerin
- Claudia de’ Medici (1604–1648), Erzherzogin von Österreich und Landesfürstin von TirolClaudia de’ Medici (1604–1648)

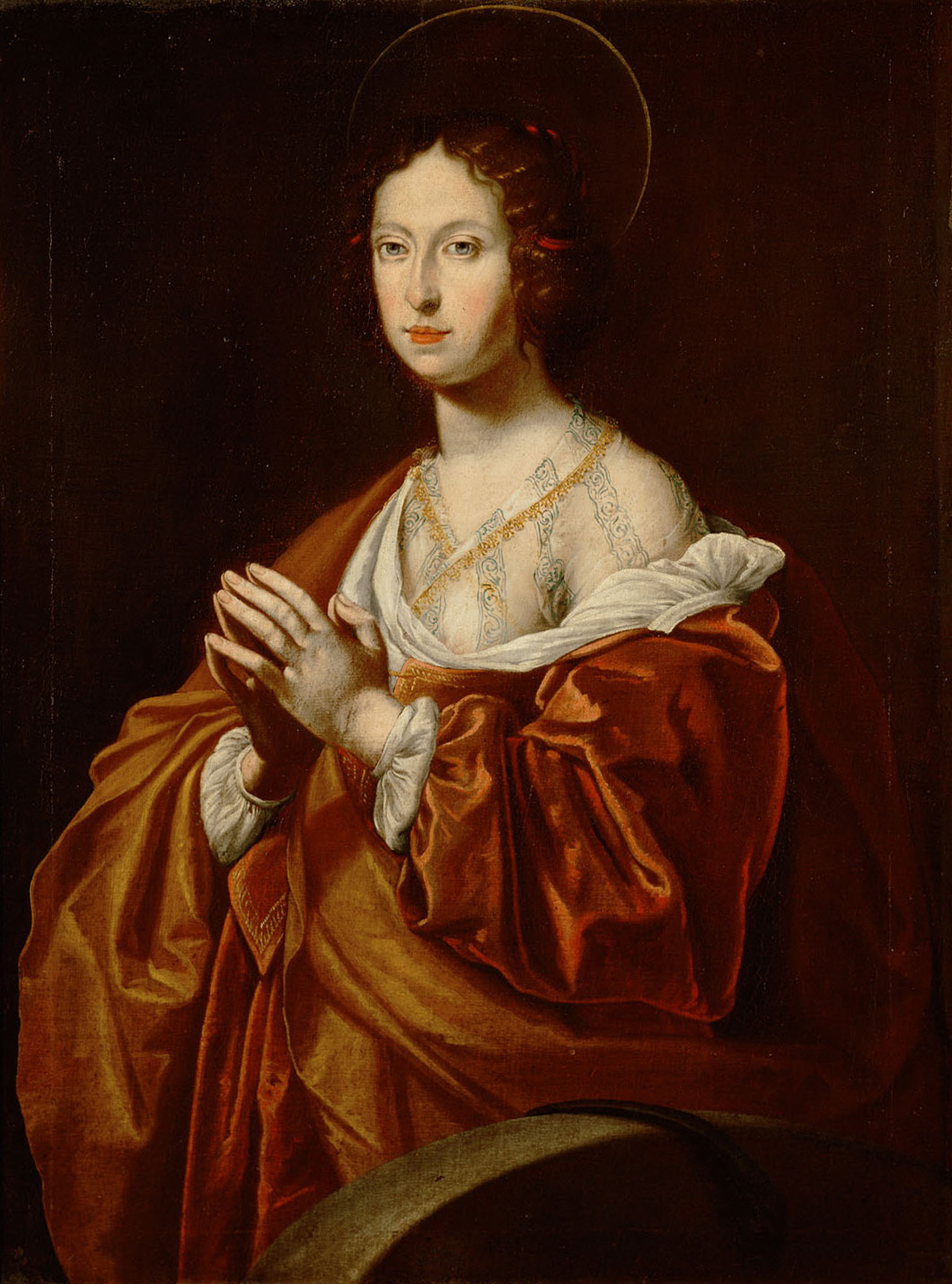
Claudia de’ Medici (1604–1648)

- Claudia Felizitas von Österreich-Tirol (1653–1676), Kaiserin des Heiligen Römischen Reiches Deutscher Nation (1673–1675)
- Claudia Lacouture, Maria (* 1974), kolumbianische Politikerin
- Claudia Marcella die Ältere, Gattin des Marcus Vipsanius Agrippa und Iullus Antonius
- Claudia Marcella die Jüngere, Gattin des Paullus Aemilius Lepidus und Marcus Valerius Messalla Barbatus Appianus
- Claudia Pulchra, Gattin des Publius Quinctilius Varus
- Claudia Quinta, römische Adlige
- Claudia Severa, Ehefrau eines Angehörigen des römischen Ritterstandes
- Claudia von Lothringen (1612–1648), Prinzessin von Lothringen, Herzogin von Lothringen
- Claudia von Valois (1547–1575), Herzogin von Lothringen
- Claudian, spätantiker Dichter
- Claudín, Fernando (1913–1990), spanischer Politiker, Autor und Journalist
- Claudine Grimaldi (* 1451), Herrin von Monaco
- Claudinho (* 1997), brasilianisch-russischer Fußballspieler
- Claudino, Fabiana (* 1985), brasilianische Volleyballspielerin
- Cláudio, Mário (* 1941), portugiesischer Schriftsteller
- Clauditz, Hermann (1897–1985), deutscher Politiker (CDU), MdL
- Claudius, merowingischer Hausmeier im Teilreich Burgund
- Claudius, Abt in Condat und Erzbischof von Besançon
- Claudius (10 v. Chr.–54), römischer Kaiser (41–54 n. Chr.)Claudius (10 v. Chr.–54)

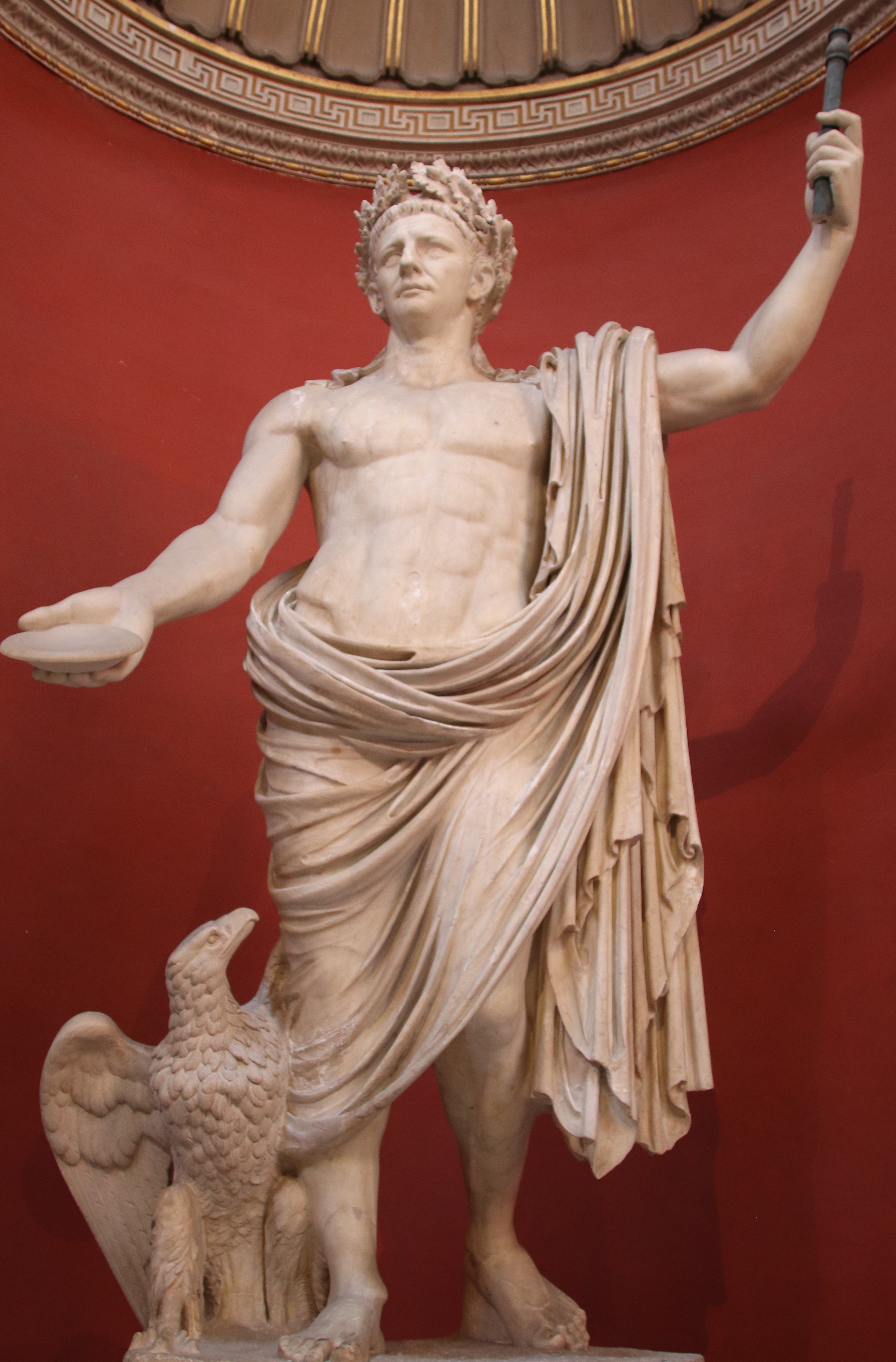
Claudius (10 v. Chr.–54)

- Claudius († 1559), Negus Negest (Kaiser) von Äthiopien
- Claudius Acilianus, Quintus, römischer Prätor der späten Kaiserzeit
- Claudius Aelianus, römischer Sophist und Lehrer der Rhetorik
- Claudius Africanus, Tiberius, römischer Offizier (Kaiserzeit)
- Claudius Agricola, Tiberius, römischer Offizier (Kaiserzeit)
- Claudius Agrippa, Tiberius, römischer Offizier (Kaiserzeit)
- Claudius Alpinus, römischer Offizier (Kaiserzeit)
- Claudius Alpinus, Tiberius, römischer Offizier (Kaiserzeit)
- Claudius Apellinus, Angehöriger des römischen Senatorenstandes (Kaiserzeit)
- Claudius Apollinaris, Bischof von Hieropolis, Apologet, Heiliger
- Claudius Apollinaris, Tiberius, römischer Offizier (Kaiserzeit)
- Claudius Aristokles, Tiberius, antiker griechischer Philosoph
- Claudius Attalus Paterculianus, Gaius, römischer Suffektkonsul
- Claudius Atticus Herodes, Tiberius, römischer Suffektkonsul 133
- Claudius Atticus, Tiberius, römischer Eques (Kaiserzeit)
- Claudius Augustanus, römischer Centurio
- Claudius Balbillus, Tiberius, römischer Astrologe
- Claudius Berenicianus, römischer Offizier (Kaiserzeit)
- Claudius Caecus, Appius, Politiker und Staatsmann der Römischen RepublikAppius Claudius Caecus

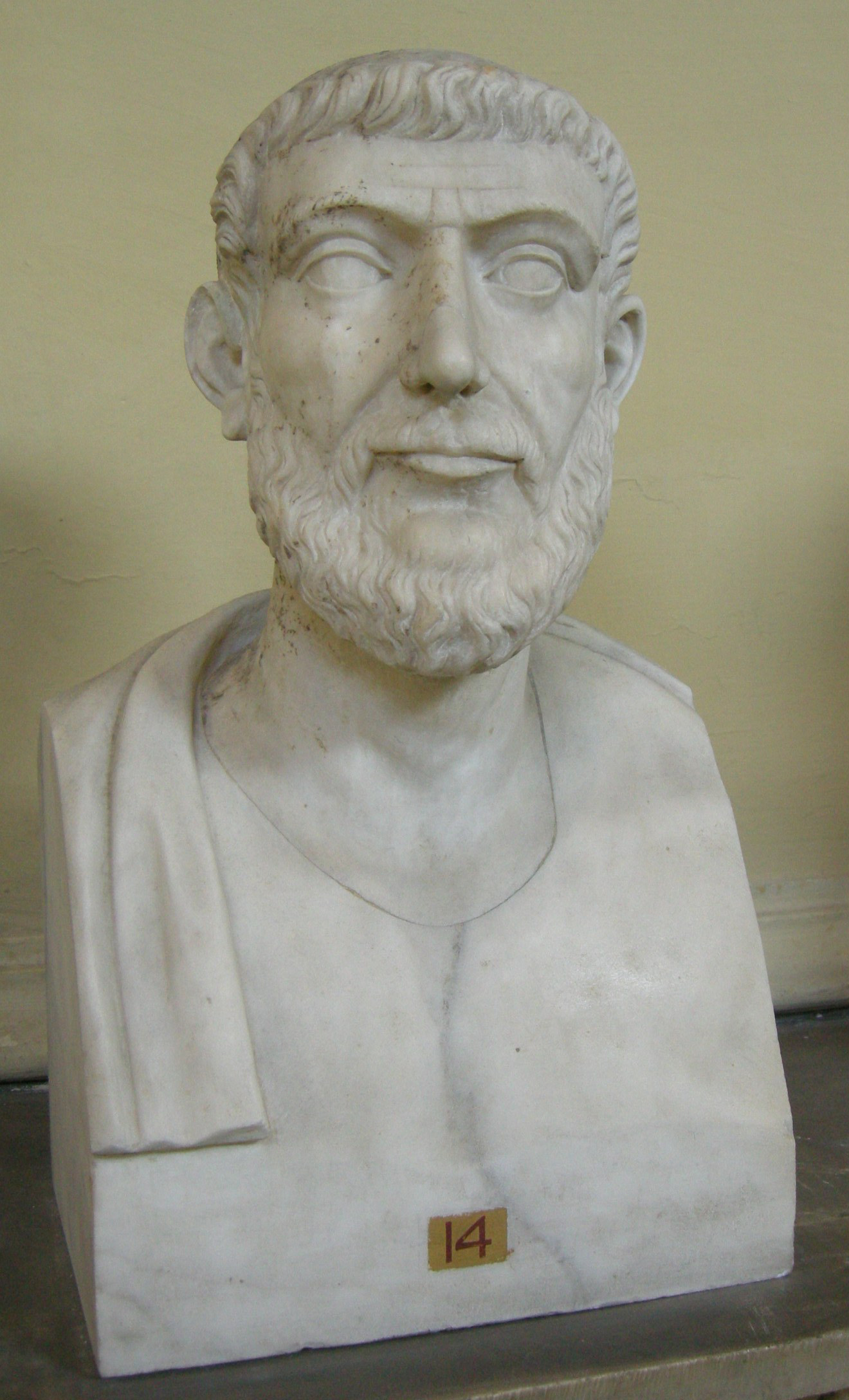
Appius Claudius Caecus

- Claudius Candidus, Tiberius, römischer Ritter und Senator
- Claudius Canina, Gaius, römischer Konsul 285 v. Chr. und 273 v. Chr.
- Claudius Caudex, Appius, römischer Konsul 264 v. Chr.
- Claudius Centho, Gaius, römischer Konsul 240 v. Chr.
- Claudius Centho, Gaius, römischer Legat 200 v. Chr.
- Claudius Charax, Aulus, römischer Suffektkonsul (147)
- Claudius Claudianus, Tiberius, römischer Offizier (Kaiserzeit)
- Claudius Clemens, römischer Offizier (Kaiserzeit)
- Claudius Crassus, Appius, Konsul der Römischen Republik
- Claudius Crassus, Appius († 349 v. Chr.), Konsul der römischen Republik
- Claudius Diognetus, Präfekt
- Claudius Drusus, ältester Sohn des römischen Kaisers Claudius
- Claudius Epaphroditus Claudianus, römischer Offizier (Kaiserzeit)
- Claudius Fatalis, Tiberius, römischer Centurio
- Claudius Ferox Aeronius Montanus, Quintus, römischer Ritter (Kaiserzeit)
- Claudius Fortis, Tiberius, römischer Kommandeur
- Claudius Frontinus Niceratus, Tiberius, römischer Senator
- Claudius Fronto, Marcus († 170), römischer Senator und Militär
- Claudius Glaber, römischer Prätor
- Claudius Glicia, Marcus, römischer Diktator im Jahr 249 v. Chr.
- Claudius Gordianus, Tiberius, römischer Suffektkonsul (um 191/195)
- Claudius Gothicus († 270), römischer KaiserClaudius Gothicus († 270)

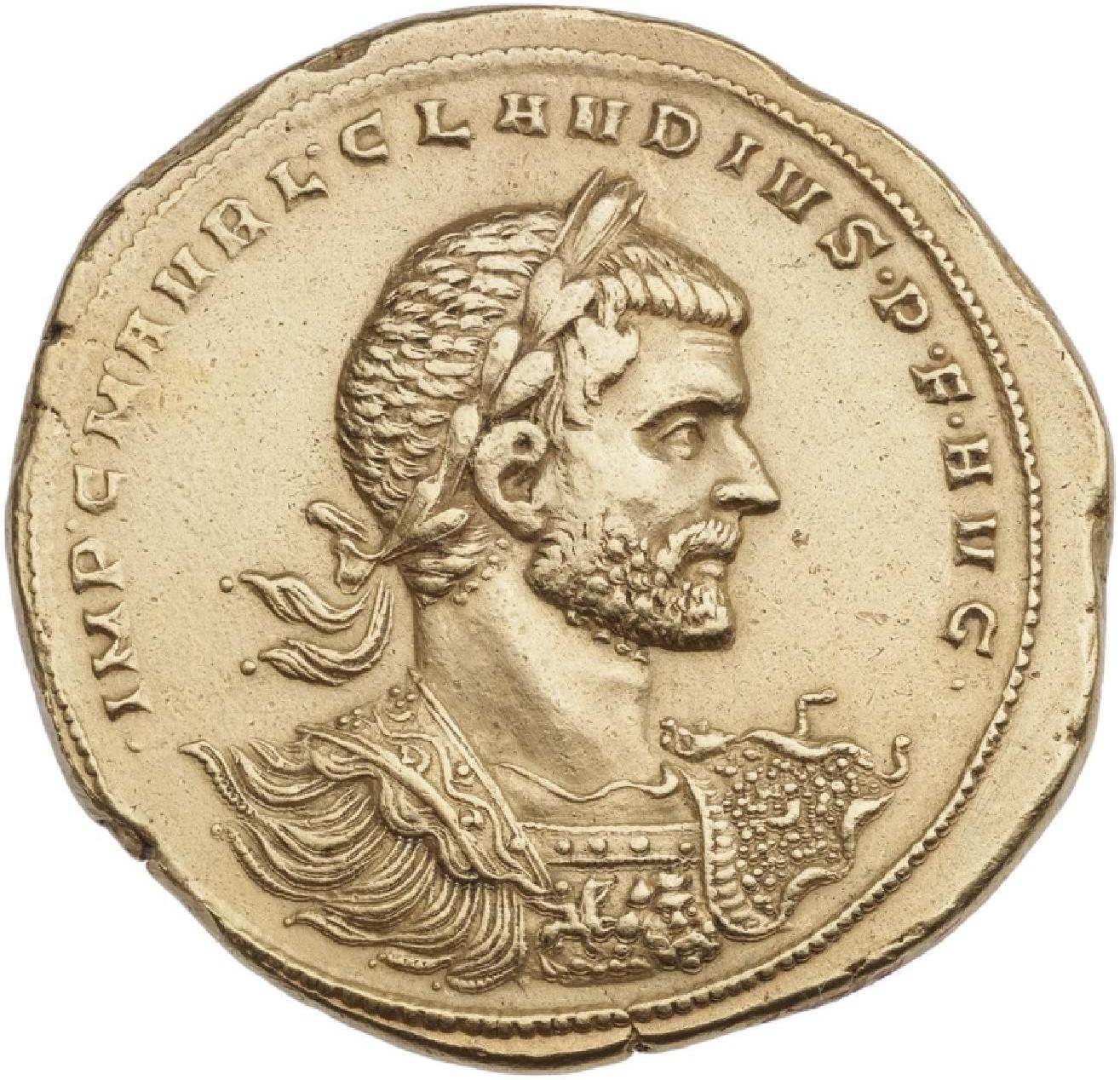
Claudius Gothicus († 270)

- Claudius Gratilianus, römischer Offizier (Kaiserzeit)
- Claudius Hermes, antiker römischer Toreut
- Claudius Hieronymianus, römischer Statthalter
- Claudius Ilus, Tiberius, römischer Offizier (Kaiserzeit)
- Claudius Iulianus, Appius, römischer Konsul 224
- Claudius Iulianus, Tiberius, römischer Suffektkonsul 154
- Claudius Iulius Ecclesius Dynamius, spätantiker Politiker und Konsul (488)
- Claudius Iustinus, Centurio (Legio XXII Primigenia)
- Claudius Iustinus, Tiberius, römischer Offizier (Kaiserzeit)
- Claudius Iustus, Publius, römischer Offizier (Kaiserzeit)
- Claudius Iustus, Tiberius, römischer Offizier (Kaiserzeit)
- Claudius Mamertinus, römischer Politiker, Konsul 362
- Claudius Marcellus Aeserninus, Marcus, römischer Konsul 22 v. Chr.
- Claudius Marcellus, Gaius († 40 v. Chr.), römischer Politiker, Konsul 50 v. Chr.
- Claudius Marcellus, Gaius, römischer Politiker, Konsul 49 v. Chr.
- Claudius Marcellus, Marcus, römischer Feldherr
- Claudius Marcellus, Marcus, römischer Konsul 287 v. Chr.
- Claudius Marcellus, Marcus († 177 v. Chr.), römischer Konsul
- Claudius Marcellus, Marcus († 169 v. Chr.), römischer Politiker
- Claudius Marcellus, Marcus, römischer Politiker, Konsul 331 v. Chr.
- Claudius Marcellus, Marcus († 148 v. Chr.), römischer Politiker, Konsul 166 v. Chr., 155 v. Chr., 152 v. Chr.
- Claudius Marcellus, Marcus († 45 v. Chr.), römischer Politiker, Konsul 51 v. Chr.
- Claudius Marcellus, Marcus (42 v. Chr.–23 v. Chr.), Neffe und Schwiegersohn des römischen Kaisers AugustusMarcus Claudius Marcellus (42 v. Chr.–23 v. Chr.)

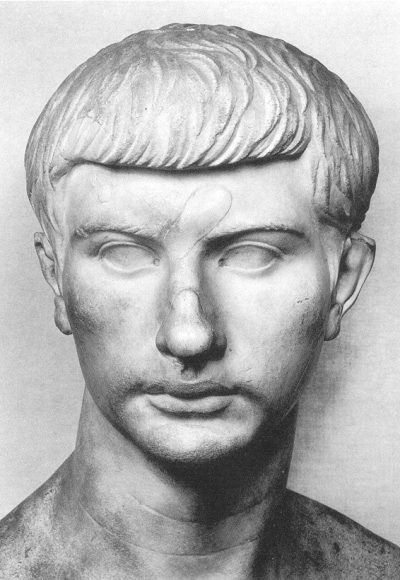
Marcus Claudius Marcellus (42 v. Chr.–23 v. Chr.)

- Claudius Marcellus, Tiberius, Präfekt der Classis Flavia Moesica 120
- Claudius Maximinus, Tiberius, römischer Offizier (Kaiserzeit)
- Claudius Maximus, römischer Senator
- Claudius Maximus, Tiberius, römischer Soldat
- Claudius Menander, Marcus, römischer Offizier (Kaiserzeit)
- Claudius Montanus, römischer Offizier (Kaiserzeit)
- Claudius Nero, Gaius, römischer Politiker, Konsul 207 v. Chr.
- Claudius Nero, Tiberius, römischer Konsul 202 v. Chr.
- Claudius Nero, Tiberius, Legat des Pompeius im Seeräuberkrieg 67 v. Chr.
- Claudius Nero, Tiberius, römischer Prätor, Vater des Kaisers Tiberius
- Claudius Numidicus, Tiberius, römischer Offizier (Kaiserzeit)
- Claudius Parthenius, Tiberius, Günstling, Kämmerer (Cubicularius) und einer der Mörder des römischen Kaisers Domitian
- Claudius Paullinus, Tiberius, römischer Konsul (162)
- Claudius Paullinus, Tiberius, römischer Statthalter (220)
- Claudius Pedo, Tiberius, römischer Offizier (Kaiserzeit)
- Claudius Pollio, Tiberius (Eques), römischer Offizier (Kaiserzeit)
- Claudius Pollio, Tiberius (Agoranom), römischer Offizier (Kaiserzeit)
- Claudius Pompeianus Quintianus, Verschwörer gegen Kaiser Commodus
- Claudius Pompeianus, Lucius Tiberius, römischer Konsul 231
- Claudius Pompeianus, Tiberius, römischer Konsul 173 und Militär
- Claudius Proculus Cornelianus, Lucius, Konsul 139
- Claudius Pulcher, Appius, römischer Politiker
- Claudius Pulcher, Appius († 211 v. Chr.), römischer Politiker
- Claudius Pulcher, Appius (Konsul 143 v. Chr.), römischer Politiker
- Claudius Pulcher, Appius (Konsul 79 v. Chr.), römischer Politiker
- Claudius Pulcher, Appius († 48 v. Chr.), römischer Politiker, Konsul 54 v. Chr.
- Claudius Pulcher, Appius, römischer Konsul 38 v. Chr.
- Claudius Pulcher, Gaius, römischer Prätor (56 v. Chr.)
- Claudius Pulcher, Gaius († 167 v. Chr.), römischer Konsul 177 v. Chr. und Zensor 169 v. Chr.
- Claudius Pulcher, Gaius, römischer Politiker, Konsul 92 v. Chr.
- Claudius Pulcher, Publius, römischer Feldherr im Ersten Punischen Krieg
- Claudius Pulcher, Publius, römischer Konsul 184 v. Chr.
- Claudius Pyrrhus, römischer Ritter (Kaiserzeit)
- Claudius Quadrigarius, Quintus, römischer Historiker
- Claudius Quartinus, Tiberius, römischer Suffektkonsul 130
- Claudius Quintianus, Tiberius, römischer Konsul 235
- Claudius Regulus, Marcus, römischer Offizier (Kaiserzeit)
- Claudius Restitutus, Marcus, römischer Offizier (Kaiserzeit)
- Claudius Rufus, Tiberius, römischer Offizier (Kaiserzeit)
- Claudius Russus, Appius, römischer Konsul 268 v. Chr.
- Claudius Sabinus Inregillensis, Appius, Begründer der gens Claudia, Konsul 495 v. Chr.
- Claudius Sacerdos Iulianus, Tiberius, römischer Suffektkonsul (100)
- Claudius Saethida Caelianus, Tiberius, römischer Senator
- Claudius Saturninus, Tiberius, römischer Statthalter
- Claudius Secundinus Lucius Statius Macedo, Tiberius, römischer Offizier (Kaiserzeit)
- Claudius Serenus, Tiberius, römischer Offizier (Kaiserzeit)
- Claudius Servilius Geminus, Tiberius, römischer Statthalter
- Claudius Severus Arabianus, Gnaeus, römischer Konsul 146
- Claudius Severus Proculus, Tiberius, römischer Konsul 200
- Claudius Severus, Gaius, römischer Suffektkonsul (112)
- Claudius Severus, Gnaeus, römischer Konsul 173
- Claudius Severus, Gnaeus, römischer Konsul 235
- Claudius Soter, Tiberius, römischer Maler
- Claudius Tricorusius, Tiberius, römischer Offizier (Kaiserzeit)
- Claudius Ulpianus, Tiberius, römischer Centurio
- Claudius Ulpianus, Tiberius, römischer Offizier (Kaiserzeit)
- Claudius Ummidius Quadratus, Verschwörer gegen Kaiser Commodus ca. 182
- Claudius Valerius, Tiberius, römischer Offizier (Kaiserzeit)
- Claudius Verax, römischer Offizier (Kaiserzeit)
- Claudius Vitalis, Tiberius, römischer Centurio
- Claudius von Turin, Höfling von Ludwig dem Frommen und Bischof von Turin, Verfasser von Bibelkommentaren
- Claudius Xenophon, Angehöriger des römischen Senatorenstandes (Kaiserzeit)
- Claudius Zeno Ulpianus, Tiberius, römischer Offizier (Kaiserzeit)
- Claudius, Eduard (1911–1976), deutscher Schriftsteller und Diplomat (DDR)Eduard Claudius (1911–1976)

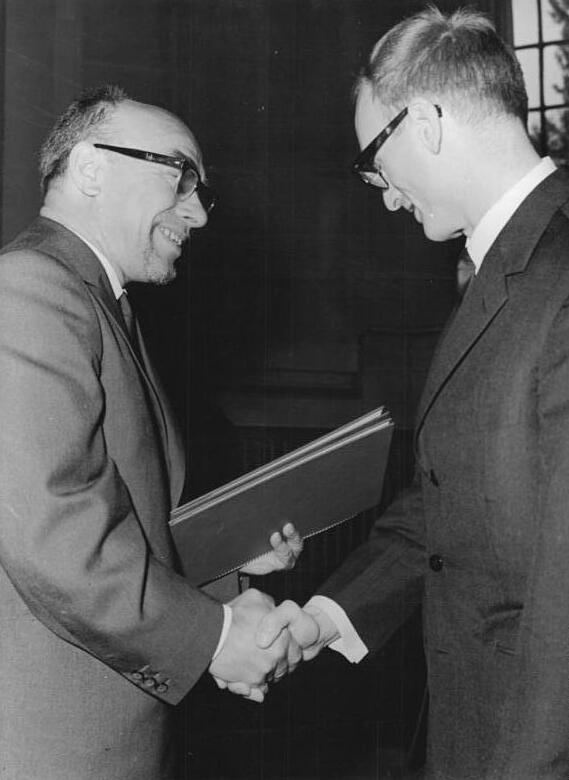
Eduard Claudius (1911–1976)

- Claudius, Erich (1889–1940), deutscher Bühnen- und Filmschauspieler
- Claudius, Friedrich Matthias (1822–1869), deutscher Anatom
- Claudius, Friedrich Matthias Jacobus (1789–1862), deutscher Jurist und Ratsherr
- Claudius, Hermann (1878–1980), deutscher Lyriker und Erzähler
- Claudius, Leslie (1927–2012), indischer Feldhockeyspieler
- Claudius, Linny (1876–1952), deutsche Frauenrechtlerin, Lehrerin und Politikerin (DDP)
- Claudius, Marieluise (1912–1941), deutsche Schauspielerin
- Claudius, Mathias (1865–1931), deutscher Schauspieler
- Claudius, Matthias (1740–1815), deutscher Dichter und Journalist, Lyriker mit volksliedhafter, aber durchaus eigentümlicher VerskunstMatthias Claudius (1740–1815)

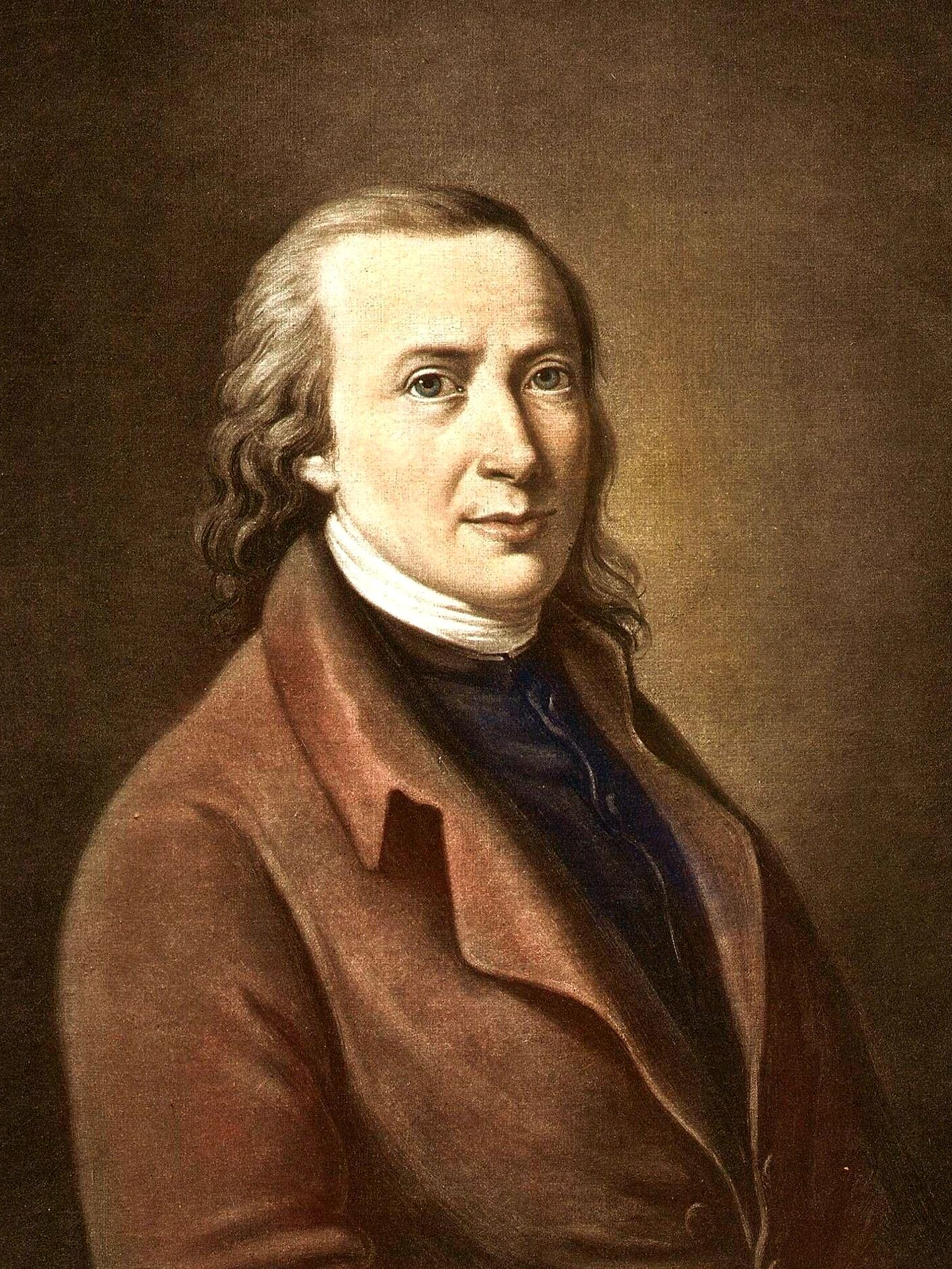
Matthias Claudius (1740–1815)

- Claudius, Otto Karl (1794–1877), Kantor, Chorleiter und Komponist
- Claudius, Sophus (1815–1883), deutscher Dekorations- und Landschaftsmaler
- Claudius, Wilhelm (1854–1942), deutscher Maler, Zeichner und Illustrator
- Claudon, Daniel (* 1943), französischer Biathlet
- Claudon, Paul (1919–2002), französischer Filmproduzent
- Claudy, Frieda (1880–1946), deutsche Heimatschriftstellerin

### Claue
- Clauer, Marie (1816–1840), deutsche Theaterschauspielerin
- Clauert, Hans († 1566), Narr

### Claun
- Claunch, Quinton (1921–2021), US-amerikanischer Country-Musiker und Musikproduzent
- Claunigk, Carl Gotthold (1761–1829), deutscher Orgelbauer in der Niederlausitz
- Claunigk, Erich (1900–1976), deutscher Kameramann
- Claunigk, Matthäus (1708–1781), deutscher Orgelbauer in der Niederlausitz

### Claup
- Claupein, Wilhelm (1956–2023), deutscher Agrarwissenschaftler auf dem Gebiet des Pflanzenbaus

### Claur
- Claure, Luis (* 2005), bolivianischer Hürdenläufer
- Clauren, Heinrich (1771–1854), deutscher SchriftstellerHeinrich Clauren (1771–1854)

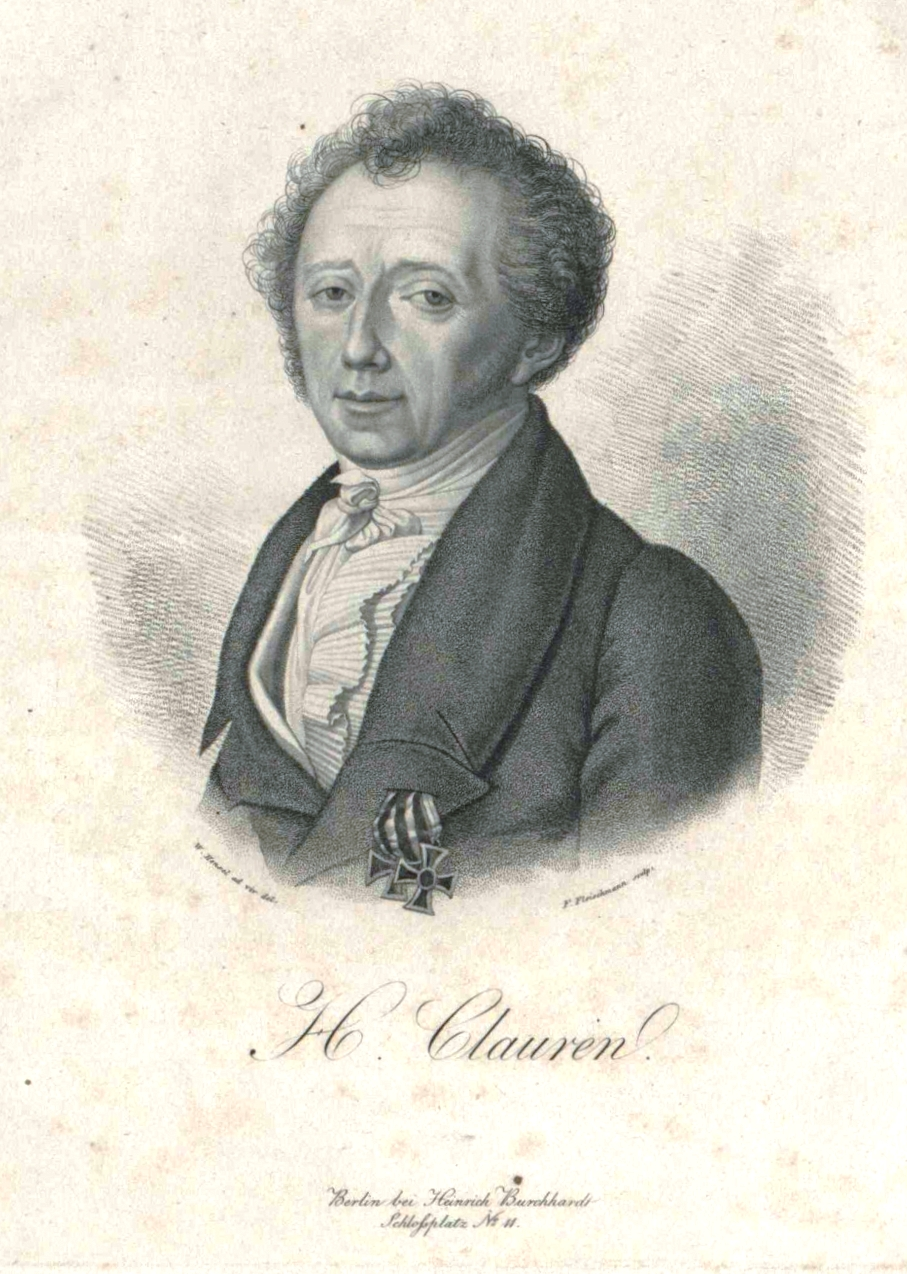
Heinrich Clauren (1771–1854)

### Claus
- Claus Limbek, holsteinischer Adliger, dänischer Drost und Anführer der Adelsopposition gegen König Valdemar IV. Atterdag
- Claus Narr, Hofnarr am sächsischen Hof
- Claus, Adolf (1838–1900), deutscher Chemiker
- Claus, Albrecht (* 1896), deutscher Politiker, Bürgermeister der Stadt Oberlahnstein
- Claus, Andreas, deutscher DBD-Funktionär, MdV
- Claus, Anna-Sophia (* 1994), deutsche Schauspielerin
- Claus, Bernhard (1867–1942), deutscher Politiker (DDP, DStP), MdL
- Claus, Calle (* 1971), deutscher Comic-Zeichner
- Claus, Carl (1835–1899), deutsch-österreichischer Zoologe
- Claus, Carl Friedrich (1827–1900), deutscher Chemiker
- Claus, Carlfriedrich (1930–1998), deutscher Grafiker und Schriftsteller
- Claus, Daniel (* 1999), deutscher American-Football-Spieler
- Claus, Dominik (* 1996), deutscher Handballspieler
- Claus, Emile (1849–1924), belgischer Maler
- Claus, Frank (* 1955), deutscher Chemiker und Buchautor
- Claus, Franz (1895–1958), deutscher Politiker (FDP), MdL
- Claus, Friedrich (1890–1962), deutscher Fußballspieler
- Claus, Fritz (1853–1923), deutscher katholischer Priester in der Diözese Speyer sowie Schriftsteller, Pfälzer Mundartdichter und Sänger
- Claus, Fritz (1885–1956), deutscher Bildhauer und Hochschullehrer
- Claus, Fritz (1905–1985), deutscher Politiker (SPD)
- Claus, Gaspar (* 1983), französischer Cellist
- Claus, Heinrich (1835–1892), deutsch-österreichischer Architekt
- Claus, Helmut (1933–2020), deutscher Bibliothekar
- Claus, Hubert (1854–1907), deutscher Eisenhüttenmann
- Claus, Hugo (1929–2008), flämischer Schriftsteller
- Claus, Ian-Prescott (* 1993), deutscher Futsal- und Fußballspieler
- Claus, Ines (* 1977), deutsche Juristin, Ministerialbeamtin und Politikerin (CDU), MdLInes Claus (* 1977)

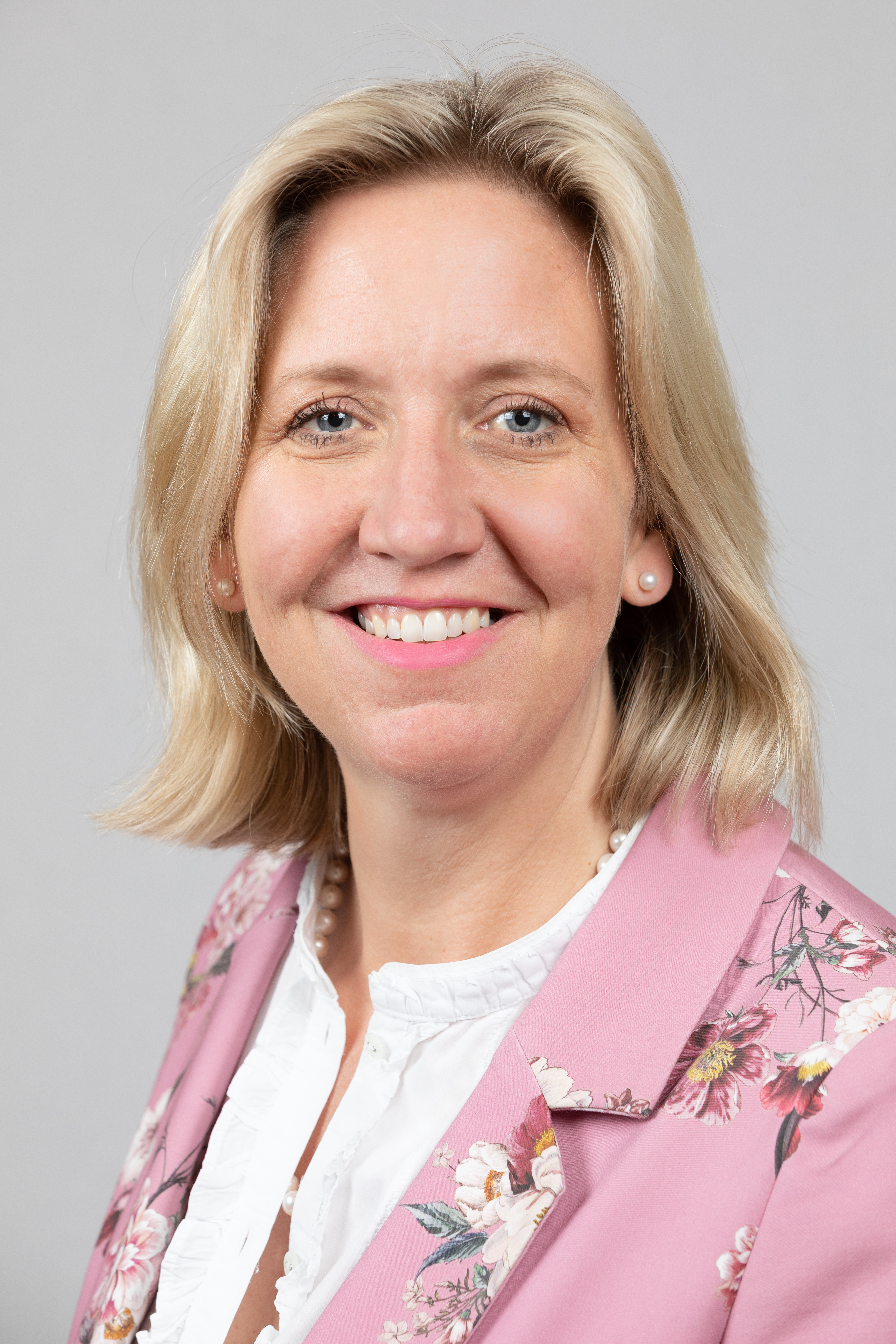
Ines Claus (* 1977)

- Claus, Joachim (* 1961), deutscher Kommunalpolitiker (CDU), Landrat im Landkreis Nordhausen
- Claus, Joseph Ignatz (1691–1775), katholischer Pfarrer
- Claus, Jürgen (1935–2023), deutscher Maler und Autor
- Claus, Justus (1922–2004), deutscher LDPD-Funktionär, MdV
- Claus, Karl Ernst (1796–1864), deutsch-russischer Pharmazeut und der Chemiker
- Claus, Karl-Heinz (1920–2005), deutscher Marketingleiter und Fachbuchautor
- Claus, Kerstin (* 1969), deutsche Journalistin und Bundesbeauftragte
- Claus, Lillie (1905–2000), österreichische Opern- und Operettensängerin (Sopran)
- Claus, Martin (1912–1996), deutscher Prähistoriker
- Claus, Mathias (* 1956), deutscher Jazzpianist
- Claus, Max (1856–1937), deutscher Militärmusiker
- Claus, Maximilian (* 1982), deutscher Schauspieler
- Claus, Michael (* 1960), deutscher Politiker (DVU), MdL
- Claus, Ralf (* 1960), deutscher Kommunalpolitiker (SPD)
- Claus, Raphael (* 1979), brasilianischer Fußballschiedsrichter
- Claus, Richard (* 1950), deutscher Filmproduzent, Filmregisseur und Drehbuchautor
- Claus, Roland (* 1954), deutscher Politiker (Die Linke) und SED-Funktionär, MdV, MdL, MdB, inoffizieller Mitarbeiter der DDR-Staatssicherheit
- Claus, Rudolf (1893–1935), deutscher Widerstandskämpfer
- Claus, Uwe (* 1960), deutscher Schriftsteller
- Claus, Volker (* 1944), deutscher Informatiker
- Claus, Wilhelm (1836–1890), württembergischer evangelischer Pfarrer und Erweckungsprediger
- Claus, Wilhelm (1882–1914), deutscher Kunstmaler und Grafiker
- Claus-Bachmann, Martina (* 1954), deutsche Musikethnologin und Musikpädagogin
- Claus-Brunner, Gerwald (1972–2016), deutscher Politiker (Piratenpartei), MdAGerwald Claus-Brunner (1972–2016)

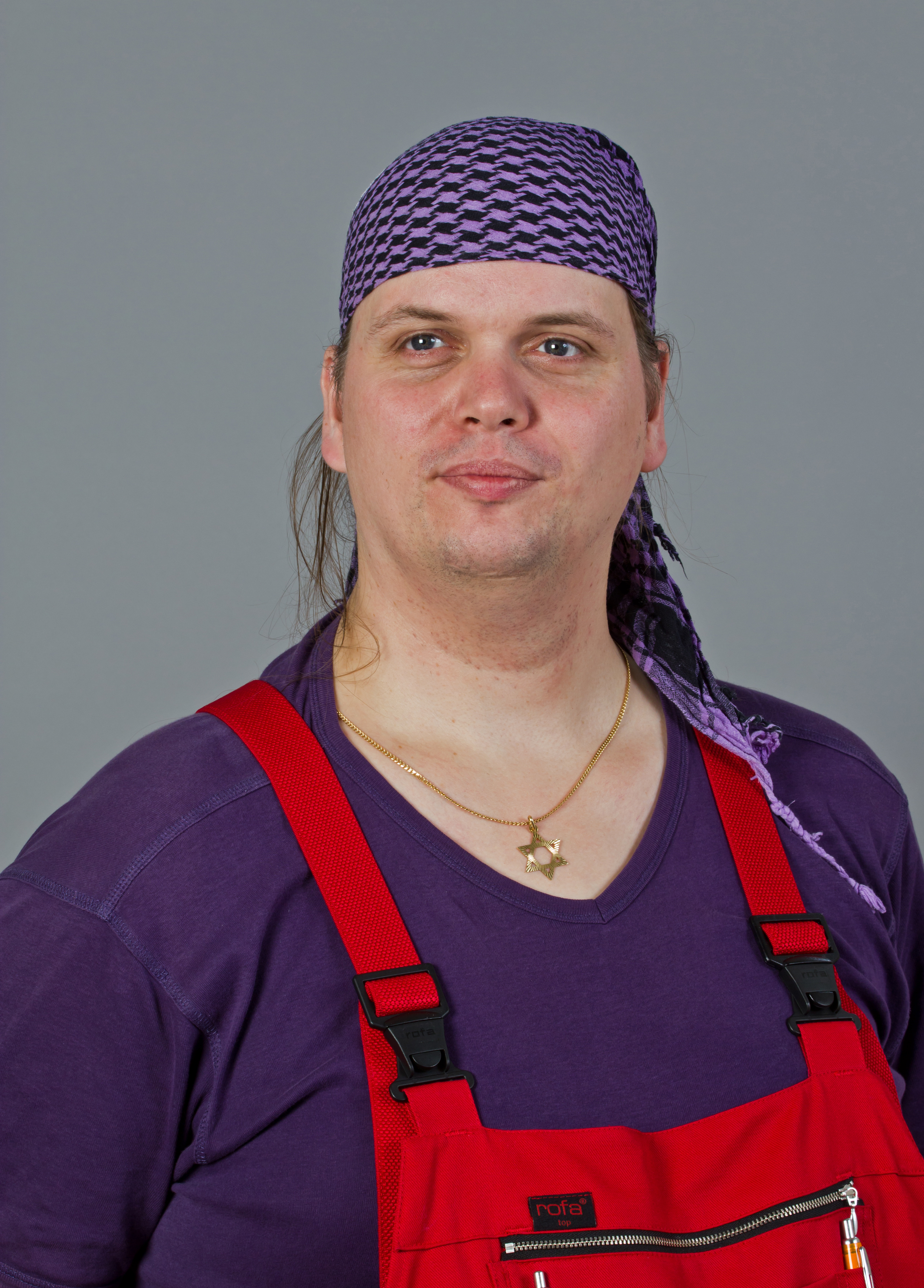
Gerwald Claus-Brunner (1972–2016)

- Claus-Jansen, Inge (* 1940), deutsche Künstlerin und Pionierin der Kinetischen Kunst und Op-Art
- Claus-Oehler, Walter (1897–1941), deutscher Fußballspieler

#### Clausb
- Clausberg, Christlieb von (1689–1751), deutscher Mathematiker
- Clausberg, Karl (* 1938), deutscher Kunsthistoriker
- Clausbruch, Rudolf Cramer von (1900–1979), deutscher Pilot

#### Clause
- Clause, Jaquette de, als Hexe verfolgte Frau
- Clause, Pierre (1902–1986), französischer Autorennfahrer
- Clauseck, Johann Ignaz, deutscher Musiker und Komponist
- Clausel, Bertrand (1772–1842), französischer General und Marschall
- Clausen, Alden W. (1923–2013), US-amerikanischer Bankmanager, Präsident der Weltbank
- Clausen, Alf (1941–2025), US-amerikanischer Komponist
- Clausen, Andrea (* 1959), deutsche Schauspielerin
- Clausen, Andreas, Baumeister
- Clausen, Asger (* 1954), dänischer Schauspieler
- Clausen, Barbara (* 1970), Kuratorin, Kunsthistorikerin, Rektorin
- Clausen, Bettina (1941–2018), deutsche Literaturwissenschaftlerin
- Clausen, Birger, deutscher Komponist
- Clausen, Broder (1900–1962), deutscher Volksschullehrer und Vorkämpfer der nordfriesischen Sprach- und Volkstumsbewegung
- Clausen, Charlie (* 1978), australischer Schauspieler
- Clausen, Claus (1899–1989), deutscher Theater- und FilmschauspielerClaus Clausen (1899–1989)

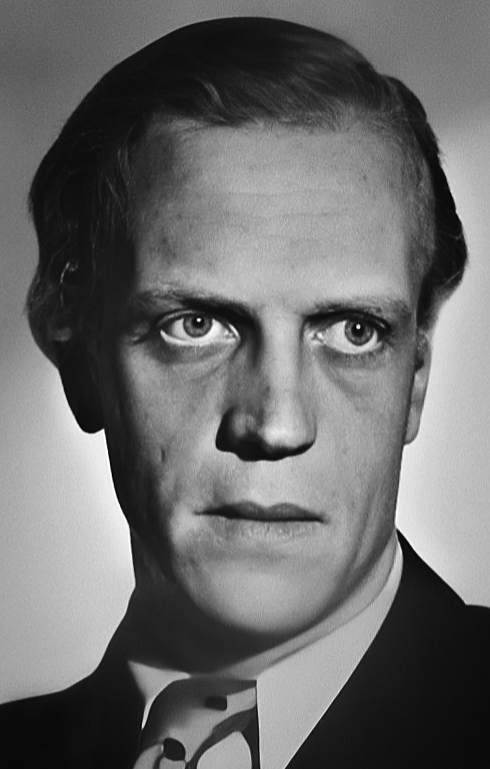
Claus Clausen (1899–1989)

- Clausen, Claus-Dieter (1937–2007), deutscher Paläontologe und Geologe
- Clausen, Connie (1923–1997), US-amerikanische Schauspielerin, Schriftstellerin und Literaturagentin
- Clausen, Curt (* 1967), US-amerikanischer Leichtathlet
- Clausen, Detlev Friderich (1682–1739), deutscher evangelischer Geistlicher, Domherr und Hauptpastor des Schleswiger Doms
- Clausen, Donald H. (1923–2015), US-amerikanischer Politiker
- Clausen, Dustin, amerikanischer Mathematiker
- Clausen, Elvis (* 1987), deutscher Schauspieler
- Clausen, Erik (1942–2024), dänischer Schauspieler, Regisseur, Musiker und Drehbuchautor
- Clausen, Ernst (1861–1912), preußischer Offizier, deutscher Prosaautor und Zeitkritiker
- Clausen, Franciska (1899–1986), dänische Malerin
- Clausen, Frimann Falck (1921–1983), norwegischer Schauspieler und Synchronsprecher
- Clausen, Frits (1893–1947), Parteiführer der dänischen Nationalsozialisten (DNSAP)
- Clausen, Fritz Georg Martin (1848–1940), dänisch-deutsch-amerikanischer Architekt
- Clausen, George (1852–1944), britischer Maler und Grafiker
- Clausen, Günther (1885–1954), deutscher Grafiker
- Clausen, Hans Peter (1928–1998), dänischer Historiker, Politiker und Hochschullehrer
- Clausen, Hans Victor (1861–1937), dänischer Historiker
- Clausen, Heinrich (1860–1944), deutscher Agrarwissenschaftler und Direktor der Landwirtschaftsschule in Heide
- Clausen, Heinrich (1879–1966), deutscher Kommunalpolitiker, Buchhändler, Verleger und Fotograf
- Clausen, Henrik Georg (1759–1840), dänischer evangelisch-lutherischer Geistlicher
- Clausen, Henrik Nicolai (1793–1877), dänischer Theologe und Politiker, Mitglied des Folketing
- Clausen, Hermann (1885–1962), dänisch-deutscher Politiker (SPD, SSW), MdL, MdB
- Clausen, Inge, deutsche Tischtennisspielerin
- Clausen, Jens (1891–1969), dänisch-US-amerikanischer Botaniker
- Clausen, Jørgen Mads (* 1948), dänischer Unternehmer
- Clausen, Jürgen (1943–1987), deutscher Schauspieler, Synchronsprecher sowie Synchronregisseur und -autor
- Clausen, Karl (1916–2013), deutscher Flottillenadmiral der Bundesmarine
- Clausen, Karl (1941–2010), deutscher Basketballspieler
- Clausen, Kent Ove (* 1985), norwegischer Skilangläufer
- Clausen, Lars (1935–2010), deutscher Soziologe
- Clausen, Lene (* 1992), dänische Badmintonspielerin
- Clausen, Mads (1905–1966), dänischer Fabrikant
- Clausen, Marc (* 1970), deutscher Grafiker, Fotograf und Musikvideo-Produzent
- Clausen, Marianne, grönländische Handballspielerin
- Clausen, Marius (1882–1954), dänischer Stummfilmkameramann
- Clausen, Martin (1640–1716), deutscher evangelischer Geistlicher und Senior
- Clausen, Matthias (* 1972), deutscher evangelischer Theologe
- Clausen, Michael (* 1948), deutscher Mathematiker
- Clausen, Mika (* 2002), deutscher Fußballspieler
- Clausen, Murmel (* 1973), deutscher Drehbuch- und RomanautorMurmel Clausen (* 1973)

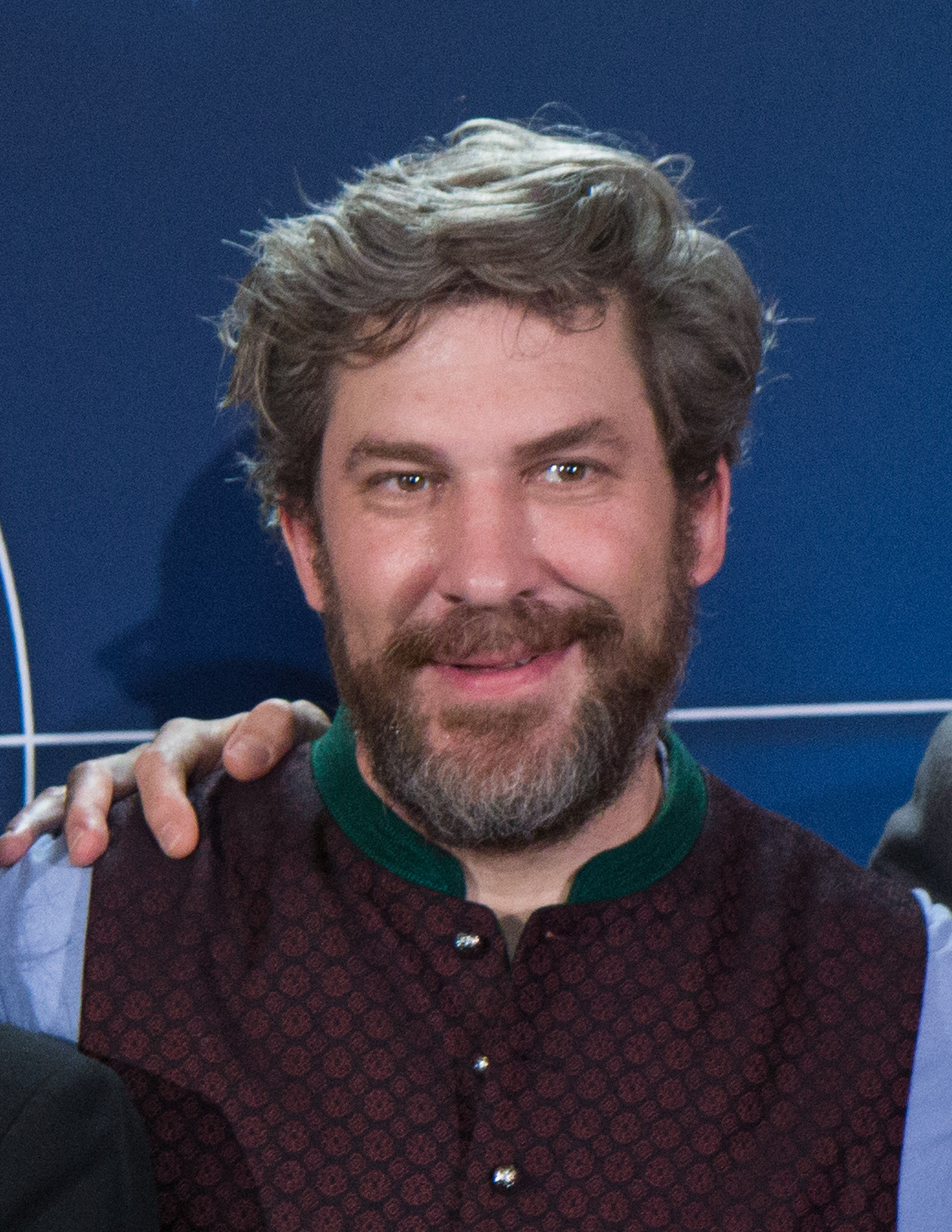
Murmel Clausen (* 1973)

- Clausen, Néstor (* 1962), argentinischer Fußballspieler und -trainer
- Clausen, Nikolai Asmus (1911–1943), deutscher Korvettenkapitän
- Clausen, Nora (* 2001), deutsche Fußballspielerin
- Clausen, Oskar (1852–1919), sächsischer Generalleutnant
- Clausen, Otto Bernhard (1906–1982), deutscher NSDAP-Funktionär, Kreisleiter in Lübeck
- Clausen, Patrick (* 1990), dänischer Radrennfahrer
- Clausen, Pit (* 1962), deutscher Politiker (SPD), Oberbürgermeister der Stadt BielefeldPit Clausen (* 1962)

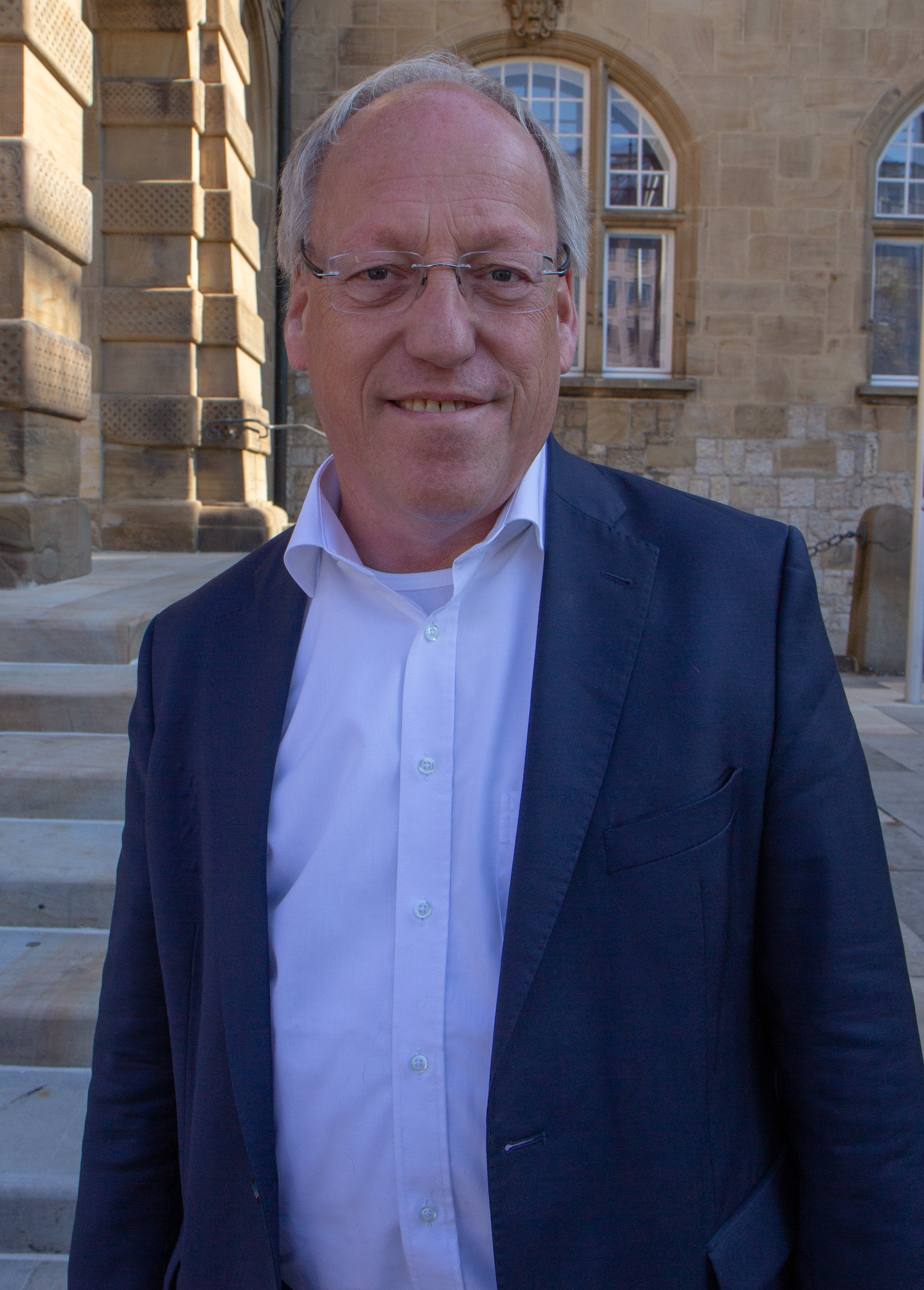
Pit Clausen (* 1962)

- Clausen, Riewert (1912–2002), deutscher Politiker (CDU), MdL
- Clausen, Rosemarie (1907–1990), deutsche Theaterfotografin
- Clausen, Salome (* 1986), Schweizer Sängerin
- Clausen, Stefanie (1900–1981), dänische Wasserspringerin
- Clausen, Theo (1911–1985), deutscher Basketballtrainer und -funktionär
- Clausen, Thomas (1801–1885), deutscher Astronom
- Clausen, Thomas (* 1949), dänischer Jazzmusiker (Pianist, Keyboarder, Komponist, Arrangeur)
- Clausen, Uwe (* 1964), deutscher Ingenieur, Professor für Verkehrssysteme und -logistik
- Clausen, Villum (1630–1679), dänischer Freiheitskämpfer
- Clausen, Wendell Vernon (1923–2006), US-amerikanischer Klassischer Philologe
- Clausen, Wilhelm (1878–1961), deutscher Mediziner
- Clausen, Wolfgang (1935–2025), deutscher Jurist und Verwaltungsbeamter
- Clausenheim, Bernhard von (1650–1710), deutscher Verwaltungsjurist und Domherr
- Clausenheim, Carl Friedrich von († 1765), deutscher Domherr und dänischer Diplomat
- Clausenheim, Johann Heinrich von (1713–1771), deutscher Domherr
- Clausenheim, Johann von (1653–1720), deutscher Hochschullehrer und Finanzpolitiker
- Clausenheim, Matthias von († 1744), deutscher Verwaltungsjurist und holstein-gottorfischer Staatsminister
- Clauser, Christoph (* 1954), deutscher Geophysiker und Hochschullehrer, Sachbuchautor (Geophysik)
- Clauser, Günter (1923–1982), deutscher Mediziner
- Clauser, Hans (1931–2009), deutscher Lehrer, Schulleiter und Gewerkschafter
- Clauser, Hans-Dieter (* 1950), deutscher Politiker (CDU), MdL
- Clauser, John (* 1942), US-amerikanischer Physiker
- Clauser, Suzanne (1898–1981), österreichische Übersetzerin
- Clausewitz, Carl von (1780–1831), preußischer Generalmajor, Heeresreformer, Militärtheoretiker und -ethikerCarl von Clausewitz (1780–1831)

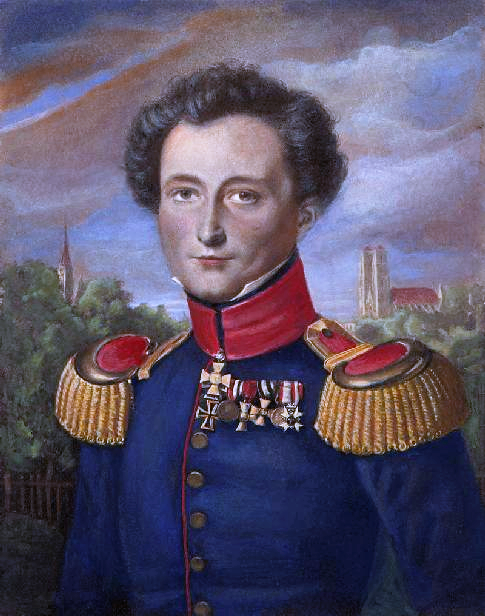
Carl von Clausewitz (1780–1831)

- Clausewitz, Friedrich Volmar Karl Heinrich von (1771–1854), preußischer Generalleutnant
- Clausewitz, Friedrich von (1807–1866), preußischer Generalleutnant
- Clausewitz, Friedrich Wilhelm von (1809–1881), deutscher Polizeipräsident, Ehrenbürger von Danzig
- Clausewitz, Marie von (1779–1836), Ehefrau des preußischen Generals und Militärtheoretikers Carl von Clausewitz
- Clausewitz, Wilhelm Benedikt von (1773–1849), preußischer Generalmajor

#### Clausi
- Clausi, Gabriel (1911–2010), argentinischer Bandoneonist, Bandleader, Tangokomponist und -dichter
- Clausing, Jerry (* 1943), US-amerikanischer Germanist
- Clausius, Gottfried (1755–1822), deutscher Kaufmann und Abgeordneter
- Clausius, Hermann (1854–1925), preußischer General der Infanterie
- Clausius, Karl August Hugo (1808–1873), preußischer Generalmajor und Inspekteur der 1. Pionier-Inspektion
- Clausius, Max (1871–1941), deutscher Oberst, sowie SS-Brigadeführer
- Clausius, Rudolf (1822–1888), deutscher Physiker und HochschullehrerRudolf Clausius (1822–1888)

Rudolf Clausius (1822–1888)

#### Clausm
- Clausmeier, Uwe (* 1959), deutscher Fußballspieler
- Clausmeyer, Klaus (1887–1968), deutscher Maler und Sammler

#### Clausn
- Clausner, Annemarie (1921–2004), deutsche Leichtathletin
- Clausner, Daniel (* 1984), deutscher Behindertensportler
- Clausner, Jakob Joseph (1744–1797), Schweizer Geodät und Kupferstecher
- Clausnitzer, Claus Dieter (* 1939), deutscher Schauspieler, Musiker und SynchronsprecherClaus Dieter Clausnitzer (* 1939)

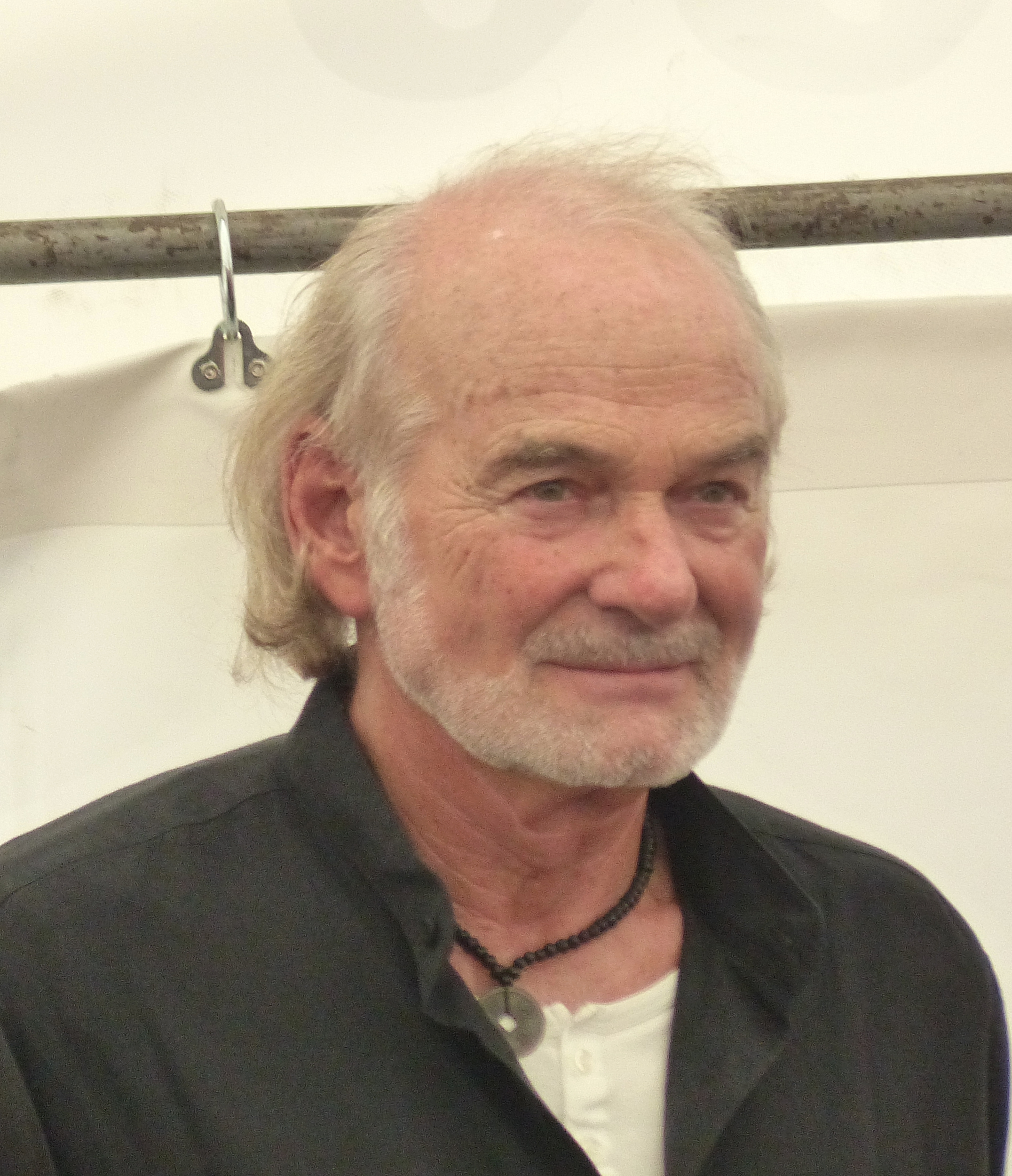
Claus Dieter Clausnitzer (* 1939)

- Clausnitzer, Eduard (1870–1920), deutscher Pädagoge und Theologe
- Clausnitzer, Karl Gottlob (1714–1788), deutscher lutherischer Theologe
- Clausnitzer, Lutz (1949–2021), deutscher Astronomielehrer und Astronomiehistoriker
- Clausnitzer, Niels (1930–2014), deutscher Schauspieler, Synchronsprecher und Psychotherapeut
- Clausnitzer, Tobias (1619–1684), deutscher Pfarrer und Kirchenliederdichter

#### Clauso
- Clauson, Bryan (1989–2016), US-amerikanischer Automobilrennfahrer
- Clauson, Clinton (1898–1959), US-amerikanischer Politiker
- Clauson, Gerard (1891–1973), britischer Orientalist und Diplomat
- Clauson, John Eugene (1866–1918), britischer Kolonialverwalter und Offizier der British Army
- Clauson-Kaas, Niels (1917–2003), dänischer Chemiker und Firmengründer

#### Clauss
- Clauß, Andreas, Triathlet und Triathlonveranstalter
- Clauß, Andreas (* 1969), deutscher Fußballspieler
- Clauß, Anna (* 1981), deutsche Journalistin und Buchautorin
- Clauss, Armin (* 1938), deutscher Gewerkschafter und Politiker (SPD), MdL, hessischer Staatsminister
- Clauss, Arno, deutscher Liedermacher und Hörfunkmoderator
- Clauß, August Friedrich (1813–1892), deutscher Politiker
- Clauß, Christian (* 1984), deutscher Schauspieler und Sprecher
- Clauß, Christine (* 1950), deutsche Politikerin (CDU), MdL, Sächsische Staatsministerin
- Clauss, David der Ältere († 1696), Scharfrichter in der Grafschaft Lippe
- Clauß, Dieter (* 1934), deutscher General
- Clauß, Eduard Gerhardt (1906–1966), deutscher Porzellan- und Keramikkünstler
- Clauß, Ernst Iselin (1793–1864), sächsischer Unternehmer und Textilfabrikant
- Clauß, Ernst Otto (1843–1889), deutscher Unternehmer in der Textilindustrie und Politiker (NLP), MdR, MdL (Königreich Sachsen)
- Clauß, Eugen Ritter von (1862–1942), deutscher General der Infanterie
- Clauß, Georg, deutscher Amtshauptmann und Landrat
- Clauß, Gisela (* 1949), deutsche Politikerin (CDU), MdL
- Clauß, Günter (1924–1994), deutscher Psychologe und Erziehungswissenschaftler
- Clauss, Günther (* 1939), deutscher Physiker und Professor für Schiffs- und Meerestechnik
- Clauss, Hannes (* 1949), deutscher Jazzschlagzeuger
- Clauß, Hans, deutscher Fußballspieler
- Clauss, Heinz (1935–2008), deutscher Tänzer
- Clauß, Herbert (1907–2005), deutscher Volkskundler und Heimatforscher
- Clauß, Ingo (* 1977), deutscher Kunstwissenschaftler
- Clauss, Isaac (* 1613), Straßburger Übersetzer
- Clauss, James J. (* 1953), US-amerikanischer Gräzist
- Clauß, Johann Gotthilf (1780–1862), deutscher Schullehrer
- Clauss, Jonathan (* 1992), französischer FußballspielerJonathan Clauss (* 1992)

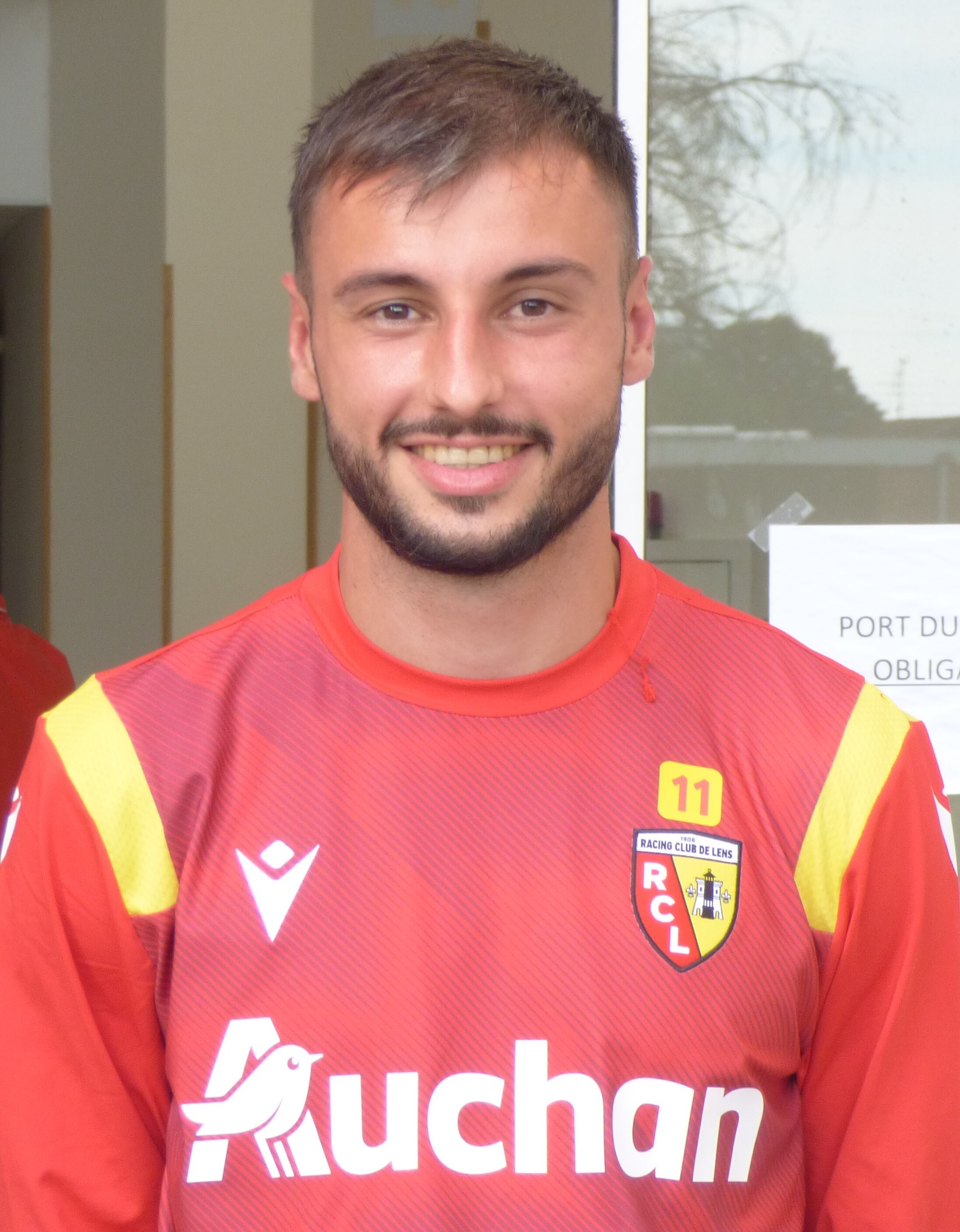
Jonathan Clauss (* 1992)

- Clauß, Joseph Maria Benedikt (1868–1949), deutscher römisch-katholischer Priester und Archivar
- Clauß, Ludwig Ferdinand (1892–1974), deutscher Psychologe
- Clauss, Manfred (1945–2025), deutscher Althistoriker
- Clauss, Martin (* 1973), deutscher Historiker
- Clauß, Michael (* 1961), deutscher Diplomat
- Clauss, Otto (1858–1929), deutscher Geograph
- Clauß, Peter (* 1989), deutscher Radrennfahrer
- Clauß, Peter Otto (1787–1872), deutscher Unternehmer und Politiker, MdL (Königreich Sachsen)
- Clauß, Robert (1894–1974), deutscher Kapitän und Kap Hoornier
- Clauss, Steven (* 1957), deutsch-amerikanischer Basketballtrainer und -funktionär
- Clauß, Thomas (* 1982), deutscher Ökonom und Hochschullehrer
- Clauss, Walter (1899–1972), Schweizer Germanist und Gymnasiallehrer
- Clauß, Wilhelm (1830–1896), deutscher Maschineningenieur und Bahndirektor
- Clauß, Wolf-Joachim (* 1950), deutscher GeneralmajorWolf-Joachim Clauß (* 1950)

Wolf-Joachim Clauß (* 1950)

- Clauss-Szarvady, Wilhelmine (1832–1907), böhmische Pianistin
- Clausse, Yves (* 1969), luxemburgischer Schwimmer
- Claussen, August Peter Lorenzen (1841–1912), deutscher Lehrer und Autor von Schulbüchern
- Claußen, Bernhard (* 1948), deutscher Pädagoge und Politikwissenschaftler
- Claußen, Bruno (1880–1958), deutscher Bibliothekar
- Claußen, Bruno (* 1884), deutscher Verwaltungsjurist und Ministerialbeamter, Staatssekretär im Reichsarbeitsministerium
- Claußen, Bruno (* 1946), deutscher Politiker (CDU), MdHB
- Claussen, Carl (1878–1954), deutscher Manager
- Claussen, Carl August (1881–1968), deutscher Marineoffizier und Konteradmiral im Zweiten Weltkrieg
- Claussen, Carsten Peter (1927–2010), deutscher Jurist und Hochschullehrer
- Claussen, Claus Christian (* 1961), deutscher Politiker (CDU)
- Claussen, Claus D. (* 1945), deutscher Radiologe
- Claussen, Claus-Frenz (1939–2022), deutscher Mediziner, Hochschullehrer, Autor, Künstler und Erfinder
- Claussen, Detlev (* 1948), deutscher Publizist und SoziologeDetlev Claussen (* 1948)

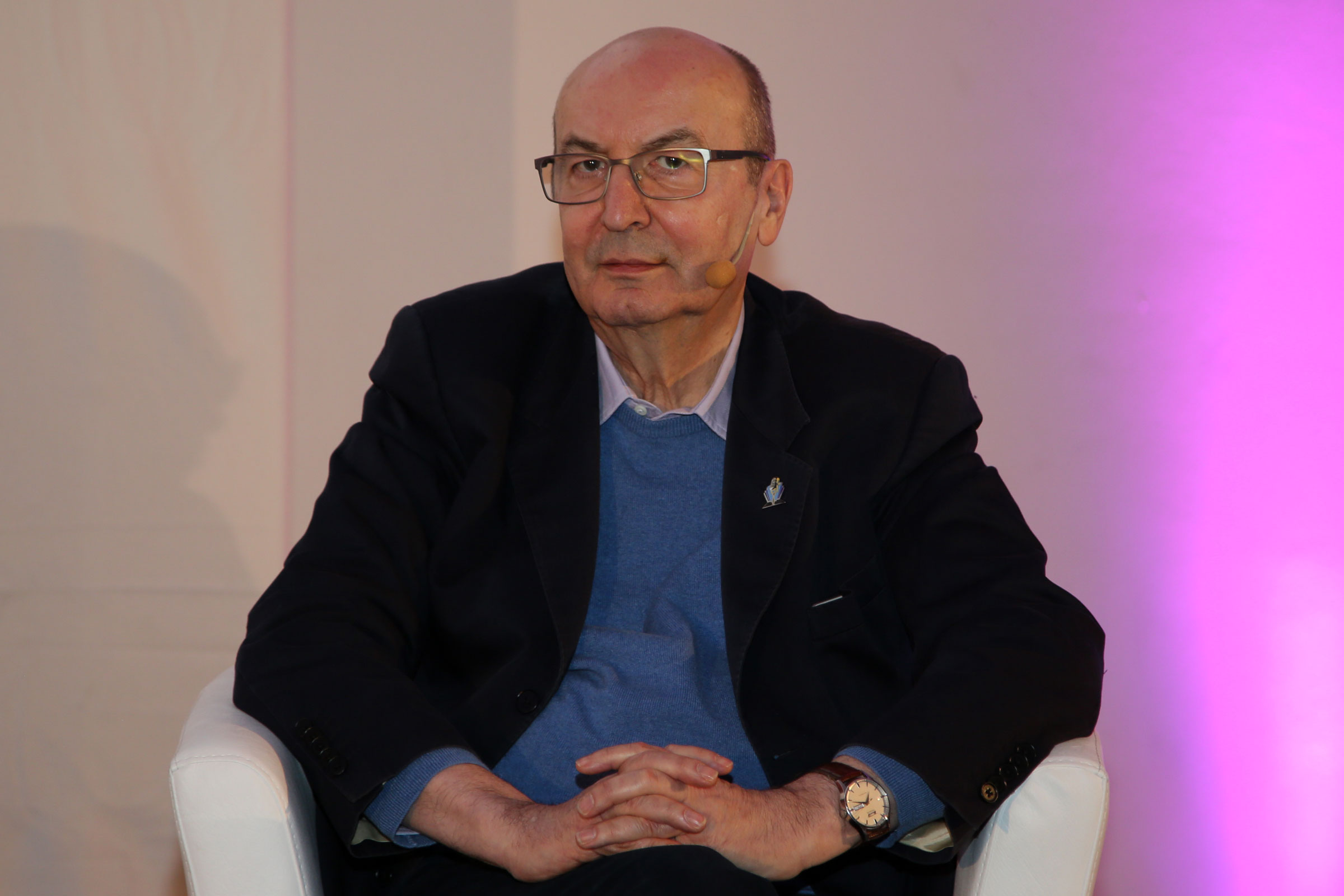
Detlev Claussen (* 1948)

- Claußen, Dieter (1936–2012), deutscher Politiker (CDU), MdL
- Claussen, Federico (1865–1940), deutscher Ingenieur und Politiker
- Claussen, Ferdinand (1899–1971), deutscher Mediziner, Rassenhygieniker und Hochschullehrer zur Zeit des Nationalsozialismus
- Claussen, Georg (1819–1898), deutscher Jurist, oldenburgischer Abgeordneter und Landgerichtsdirektor in Lübeck
- Claussen, Georg (1877–1944), deutscher Schiffsbauer
- Claussen, Georg Heinrich (1828–1912), Kaufmann und Direktor der Sparkasse in Bremen
- Claussen, Georg Wilhelm (1845–1919), deutscher Schiffbauer
- Claussen, Georg Wilhelm (1912–2013), deutscher Unternehmer und Mäzen
- Claussen, Hans (1911–2001), deutscher Gewichtheber
- Claussen, Hans Reimer (1804–1894), schleswig-holsteinischer Politiker
- Claussen, Hans-Kurt (1908–1977), deutscher Rechtsanwalt und Rechtshistoriker
- Claußen, Heinz-Helmut (1929–2022), deutscher Lehrer und Sportfunktionär
- Claussen, Henning, Bildhauer
- Claussen, Jakob (* 1961), deutscher Filmproduzent
- Claussen, Johann Christian Gerhard (1750–1801), deutscher Schulmann
- Claussen, Johann Georg (1808–1885), deutscher Unternehmer und Politiker, MdBB
- Claussen, Johann Heinrich Theodor (1825–1908), Bremer Kaufmann und Politiker
- Claussen, Johann Hinrich (* 1964), deutscher evangelisch-lutherischer Theologe, Autor und PastorJohann Hinrich Claussen (* 1964)

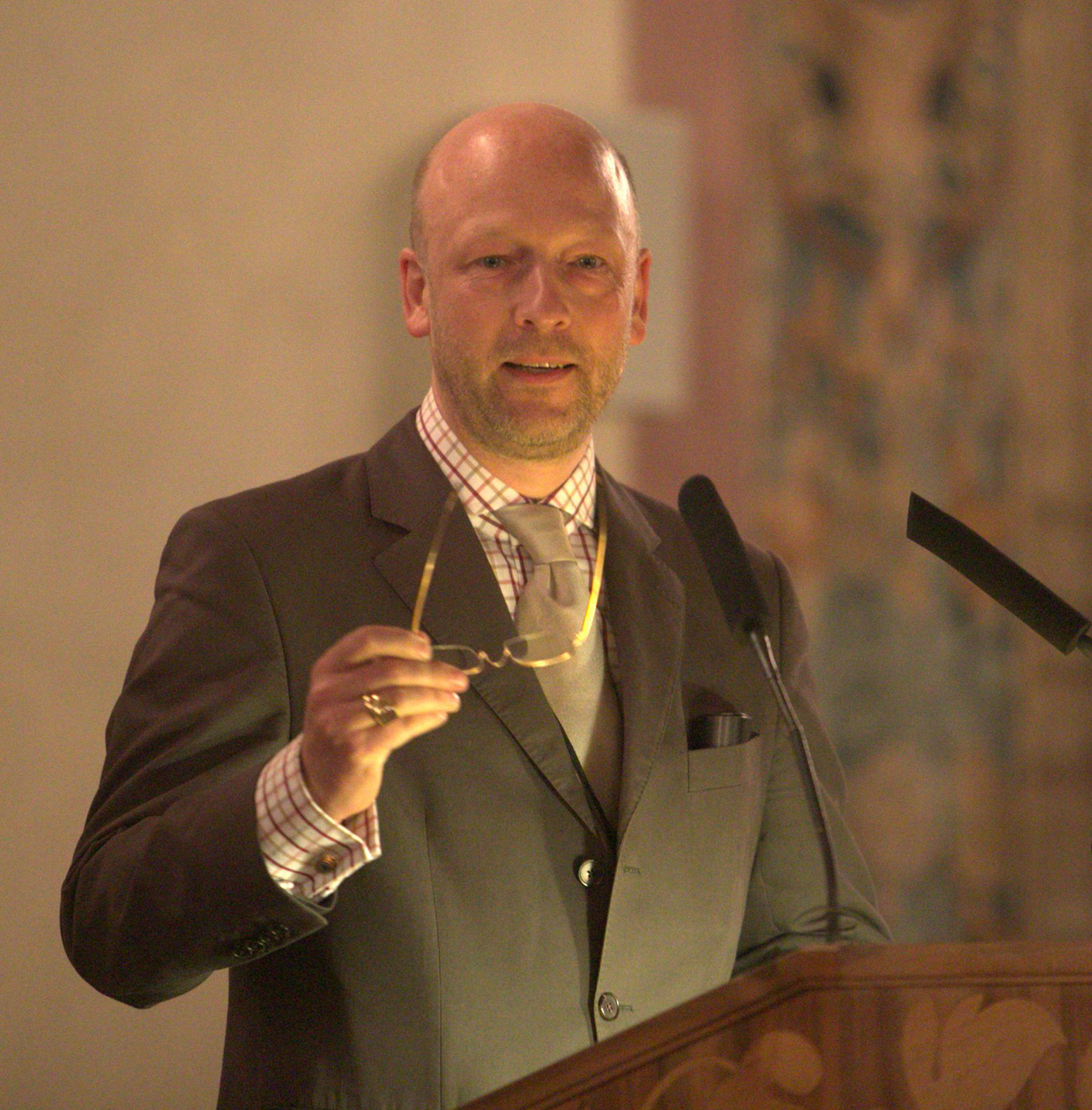
Johann Hinrich Claussen (* 1964)

- Claussen, Julia (1879–1941), schwedische Opernsängerin (Alt) und Gesangspädagogin
- Claussen, Julius (1899–1974), deutscher Verwaltungsjurist
- Claussen, Karl (1811–1896), deutscher Philologe und Parlamentarier
- Claussen, Karl Eduard (1930–2012), deutscher Politiker (CDU), MdL
- Claussen, Lorenz (* 1955), deutscher Schauspieler
- Claussen, Ludwig (1906–1974), deutscher Politiker (CDU), MdL
- Claussen, Margot (1885–1968), deutsche Malerin
- Claußen, Martin (* 1955), deutscher Meteorologe und Klimaforscher
- Claußen, Michael (1959–2006), deutscher Chemieingenieur und Hochschullehrer
- Claussen, Nils (* 1937), deutscher Werkstoffwissenschaftler
- Claussen, Norbert (* 1958), deutscher Politiker (CDU), Oberbürgermeister der Stadt Schwerin
- Claussen, Peter (1877–1959), deutscher Botaniker und Mykologe mit Lehrstuhl an der Universität Marburg
- Claussen, Rasmus (1835–1905), dänischer Politiker (Venstre), Mitglied und Präsident des Folketing
- Claussen, Robert (1909–1941), deutscher Politiker (NSDAP), MdR
- Claussen, Sophus (1865–1931), dänischer Schriftsteller
- Claußen, Susanne (* 1976), deutsche Religionswissenschaftlerin, Kuratorin und Bildungsreferentin
- Claussen, Thies (* 1950), deutscher Buchautor und Ministerialbeamter
- Claussen, Ute (* 1962), deutsche Informatikerin
- Claussen, Uwe (1945–2008), deutscher Humangenetiker
- Claussen, Wilhelm (1844–1869), deutscher Komponist
- Claussen, Wilhelm (1901–1980), deutscher Staatssekretär im Bundesarbeitsministerium
- Claussen, Wilhelm (1915–1948), deutscher SS-Oberscharführer, Rapportführer in Auschwitz
- Claußen-Finks, Kurt (1913–1985), deutscher Maler und Gebrauchsgrafiker
- Claußmeyer, Ernst (* 1947), deutscher RadrennfahrerErnst Claußmeyer (* 1947)

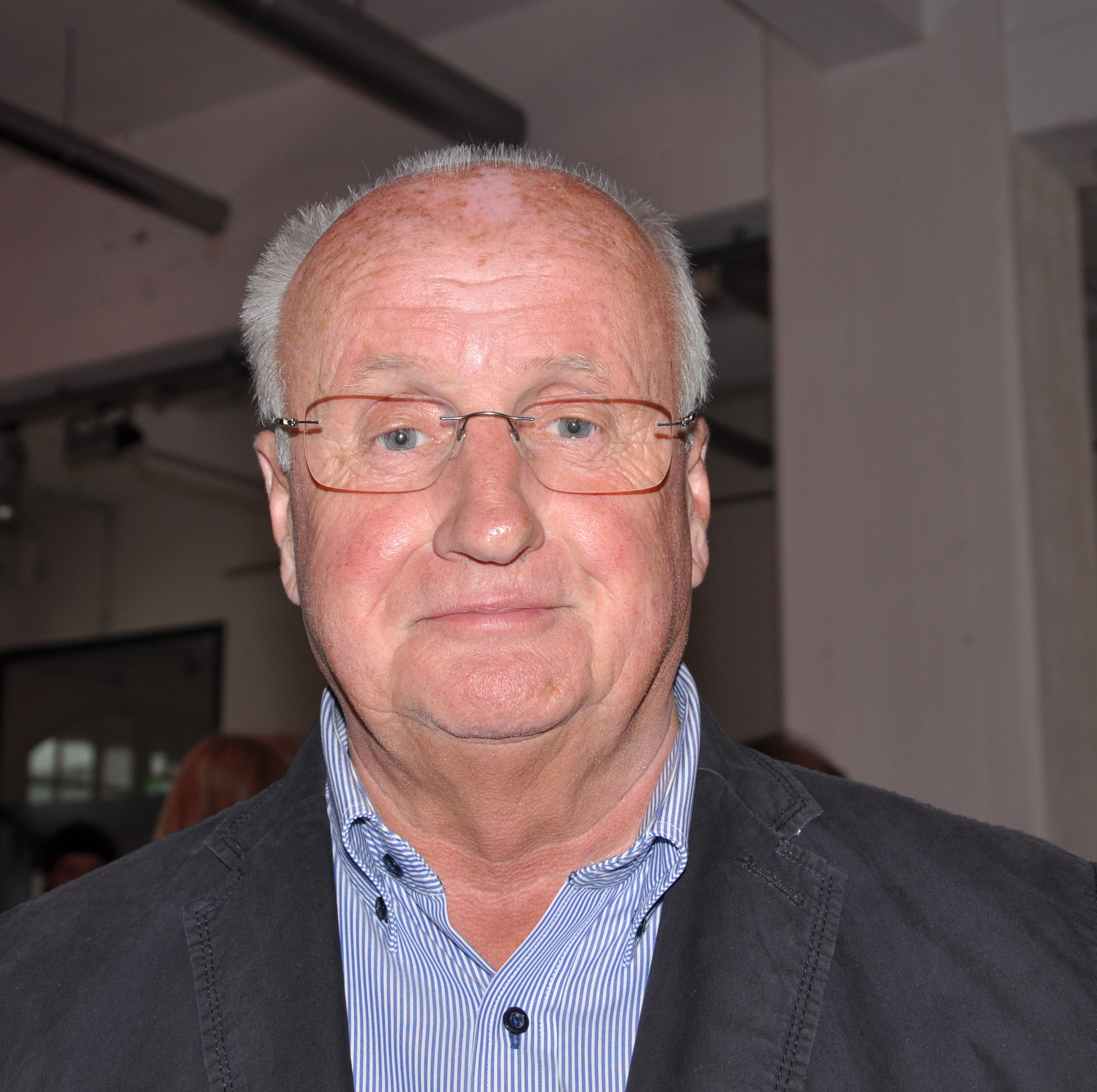
Ernst Claußmeyer (* 1947)

- Claußner, Horst (* 1927), deutscher Mechaniker und Politiker (FDJ), MdV
- Claußnitzer, Anja (* 1988), deutsche Leichtathletin
- Claußnitzer, Dieter (1945–2023), deutscher Maler und Grafiker
- Claußnitzer, Gert (1935–2023), deutscher Kunsthistoriker, Kurator und Lektor

#### Clausw
- Clauswitz, Benedikt Gottlieb (1692–1749), deutscher lutherischer Theologe und Geistlicher
- Clauswitz, Carl Christian (1734–1795), deutsch-dänischer Beamter
- Clauswitz, Justus (1809–1901), deutscher Jurist und Politiker, MdR
- Clauswitz, Paul (1839–1927), deutscher Stadtarchivar

#### Clausz
- Clausz, Friede (* 1986), deutscher Kameramann

### Claut
- Clautier, Maurice (1918–1999), belgischer Radrennfahrer

### Clauw
- Clauwaert, Joeri (* 1983), belgischer Straßenradrennfahrer

### Clauz
- Clauzel, Hélène (* 1998), französische Radrennfahrerin
- Clauzure, Coline (* 1998), französische Mountainbikerin